# Place Montesquieu
La place Montesquieu est un ensemble architectural de style brutaliste et fonctionnaliste édifié de 1973 à 1981 à Louvain-la-Neuve, section de la ville belge d'Ottignies-Louvain-la-Neuve, en Brabant wallon.
La place abrite des bâtiments de la faculté des Sciences économiques, sociales, politiques et de communication de l'Université catholique de Louvain, appelée UCLouvain depuis 2018 (Collège Jacques Leclercq et Collège Léon Dupriez) et de la faculté de droit et de criminologie (Collège Thomas More), ainsi que les Auditoires Montesquieu.
L'ensemble a été érigé de 1973 à 1981. Son centre est orné d'une sculpture en pierre bleue, réalisée par le sculpteur Pierre Culot en 1980 et intitulée Ronde des menhirs.

## Localisation
La place Montesquieu, sur laquelle débouchent la rue des Bruyères, la rue de la Lanterne Magique et la rue Montesquieu, se situe à quelques dizaines de mètres au sud de la Grand-Place de Louvain-la-Neuve, tout près de l'Aula Magna et du lac de Louvain-la-Neuve.

## Urbanisme
Les concepteurs de Louvain-la-Neuve ont veillé à la mixité entre les bâtiments académiques et ceux destinés à la vie urbaine. Selon Jean Remy « pour préserver un bon équilibre, on proposa de distinguer des places à dominante urbaine par rapport à des places académiques situées à proximité ». Cette dualité se retrouve ici, où la Grand-Place est entourée de places académiques comme la place Montesquieu et la place du Cardinal Mercier, tout comme elle se retrouve dans l'ancien centre-ville où la place des Sciences est proche de la place des Wallons.

## Statut patrimonial
Le Collège Jacques Leclercq fait l'objet d'une « inscription » comme monument et figure à l'Inventaire du patrimoine immobilier culturel de la Wallonie sous la référence 25121-INV-0082-01.

## Historique

### Genèse de la ville universitaire de Louvain-la-Neuve
Au cours des années 1960, le nombre d'étudiants de l'Université catholique de Louvain augmente rapidement en raison de l'évolution démographique et de la démocratisation des études supérieures. La loi du 9 avril 1965 sur l'expansion universitaire autorise la partie francophone de l'Université à envisager son expansion à Woluwe-Saint-Lambert et en Brabant wallon, ce qui amène l'Université à acquérir 150 hectares dès septembre 1966 sur le plateau agricole de Lauzelle à Ottignies.
Par ailleurs, les tensions entre les communautés linguistiques francophone et néerlandophone deviennent explosives à cause des revendications du mouvement flamand (né dès 1840) qui exige l'homogénéité culturelle de la Flandre. Ces tensions atteignent leur paroxysme en 1967-1968 avec l'affaire de Louvain, crise politique connue sous les noms de « Walen Buiten » (« Les Wallons dehors ») et de « Leuven Vlaams » (« Louvain flamande ») durant laquelle les Flamands exigent le départ des étudiants francophones de Louvain au nom du droit du sol et de l'unilinguisme régional, ce qui amène l'Université à décider le transfert intégral de sa section francophone hors de Louvain et à faire sortir de terre une ville universitaire entièrement neuve à Ottignies à partir de 1970,.
La loi du 24 mai 1970 institue deux universités séparées, la première pierre de la ville nouvelle de Louvain-la-Neuve est posée le 2 février 1971 et la faculté des Sciences appliquées ainsi que les premiers habitants s'y installent dès 1972.

### Grandes phases de la construction de la ville
La construction de la ville commence dès 1970 avec le quartier est, qui regroupe le Cyclotron (1970-1972), la place Sainte-Barbe (1970-1972), la Bibliothèque des Sciences (1970-1973),, la place des Sciences (1970-1976) et la place Croix-du-Sud (1974-1975),.
Elle se poursuit en 1974-1976 avec l'axe constitué par la rue et la place des Wallons,,,,, la gare de Louvain-la-Neuve et les Halles universitaires,.
À cette époque, le centre-ville de Louvain-la-Neuve est constitué par la place des Sciences, la place Galilée et la rue et la place des Wallons,,,.
La troisième phase de construction (1977-1981) entraîne la construction d'une partie du centre-ville actuel, avec les Auditoires Agora en 1977, la place Montesquieu de 1973 à 1981,,,,, le Collège Érasme, la place Blaise Pascal et une partie de la place Cardinal Mercier en 1979, et enfin le Collège Albert Descamps sur la Grand-Place de Louvain-la-Neuve de 1976 à 1981.
Le centre-ville se déplace alors progressivement, vers l'axe constitué par la place de l'Université, la Grand-Rue et la Grand-Place.
La quatrième phase de construction (1996-présent) vise à l'achèvement du centre-ville, avec la finalisation de la place Cardinal Mercier où les collèges Désiré Mercier et Michotte sont bâtis entre 1996 et 1999, l'Aula Magna bâtie entre 1999 et 2001, la finalisation de la Grand-Place de Louvain-la-Neuve avec le complexe de cinéma édifié en 2000-2001 et le côté nord de la Grand-Place,, l'Esplanade et la rue Charlemagne (2005), le Musée Hergé (2009) et enfin le complexe hôtelier et résidentiel Resort Urbain Agora (2015-2018),.

### Édification de la place Montesquieu
La place Montesquieu participe donc de la troisième vague de construction et est contemporaine des Auditoires Agora (1977), du Collège Érasme et de la place Blaise Pascal (1979) ainsi que du collège Albert Descamps (1976 à 1980).
Elle abrite les bâtiments suivants :
- 1973-1976 : le Collège Jacques Leclercq, construit par les architectes Jean Cosse et Émile Verhaegen[2],[21], en ce compris le Décanat et la bibliothèque de la faculté des Sciences économiques, sociales, politiques et de communication ;
- 1978 : le Collège Thomas More[22] ;
- 1978 : les Auditoires Montesquieu[23] ;
- 1981 : le Collège Léon Dupriez[24].

## Toponymie
La place et les auditoires Montesquieu tirent leur nom du philosophe et écrivain français du siècle des Lumières (XVIIIe siècle) Charles Louis de Secondat, baron de La Brède et de Montesquieu.
Le Collège Thomas More, qui abrite la Faculté de droit, porte le nom du juriste, philosophe, humaniste, théologien et homme politique anglais du XVe siècle Thomas More, et est entouré d'une voie appelée le chemin des Décrets.
Le Collège Jacques Leclercq honore la mémoire de Jacques Leclercq (1891-1971), théologien et professeur qui participa à la fondation de l'École des Sciences politiques et sociales de l'Université catholique de Louvain.
Enfin, le Collège Léon Dupriez porte le nom de Léon H. Dupriez (1901-1986), économiste et professeur à l'Université catholique de Louvain de 1930 à 1972.
Comme l'année académique 2015-2016 marquait les 500 ans de la publication à Leuven de L'Utopie de Thomas More, le conseil rectoral de l'UCL en a fait une Année Louvain des utopies pour le temps présent. Très symboliquement, une voie qui va de la place Montesquieu, où se dresse le collège Thomas More, vers la gare des bus a été renommée « voie de l'Utopie » par les bourgmestres de Louvain-la-Neuve et de Louvain (Leuven) à la fin de cette année académique.

## Architecture
La proportion des façades de cette place ne laisse pas deviner l'ampleur des bâtiments qui se trouvent à l'arrière,.

### Collège Jacques Leclercq
Le côté oriental de la place est occupé par le Collège Jacques Leclercq qui est l'un des trois bâtiments, avec le Collège Léon Dupriez et le Collège des Doyens, à accueillir la Faculté des sciences économiques, sociales, politiques et de communication de l'UCL. 
Le Collège Jacques Leclercq a été construit par les architectes Jean Cosse et Émile Verhaegen entre 1973 et 1975, et est éminemment représentatif de l'architecture brutaliste, caractérisée par des surfaces de « béton brut » qui présentent une texture héritée du bois de coffrage, le béton « brut de décoffrage »,, gardant la marque des planches de bois qui ont servi au moulage, leurs veinures ainsi que leurs lignes de jointure.

#### École des sciences politiques et sociales, auditoires Leclercq et bibliothèque de la faculté
Le Collège Jacques Leclercq se compose de deux bâtiments. Le plus important des deux occupe le no 1 de la place Montesquieu et abrite l'École des sciences politiques et sociales, la bibliothèque de la faculté ESPO et les 19 auditoires Leclercq, dont la capacité varie entre 20 et 75 places.
Ce bâtiment, édifié en briques orange et en « béton brut », est recouvert par deux toit en appentis couverts d'ardoises qui simulent une toiture en bâtière (toit à double pente).
La façade disposée du côté de la place Montesquieu, rythmée par une série de pilastres en béton, est divisée en deux parties fort différentes. Dans la partie gauche, les pilastres supportent une terrasse dont le garde-corps est constitué de panneaux en béton. Cinq hautes baies vitrées à encadrement de béton partent de cette terrasse et montent jusqu'au toit. Dans la partie droite de la façade, les pilastres du rez-de-chaussée supportent des parallélépipèdes de brique en encorbellement.
Le pignon sud, flanqué d'une tour semi-circulaire, est composé de pans de briques rectangulaires ou triangulaires séparés par des montants et des traverses en « béton brut ». Ce pignon est percé de deux oculi, l'un au-dessus de la porte d'entrée et l'autre, coupé en deux par une traverse de béton, sous le toit en appentis.
Le pignon nord est assez semblable au pignon sud mais est plus symétrique. L'entrée est surmontée d'une baie en demi-lune surmonté d'un oculus faisant seulement les trois quarts d'un cercle. Ici aussi, ces surfaces vitrées sont divisés par des traverses de béton.

École des sciences politiques et sociales, auditoires Leclercq et bibliothèque de la faculté
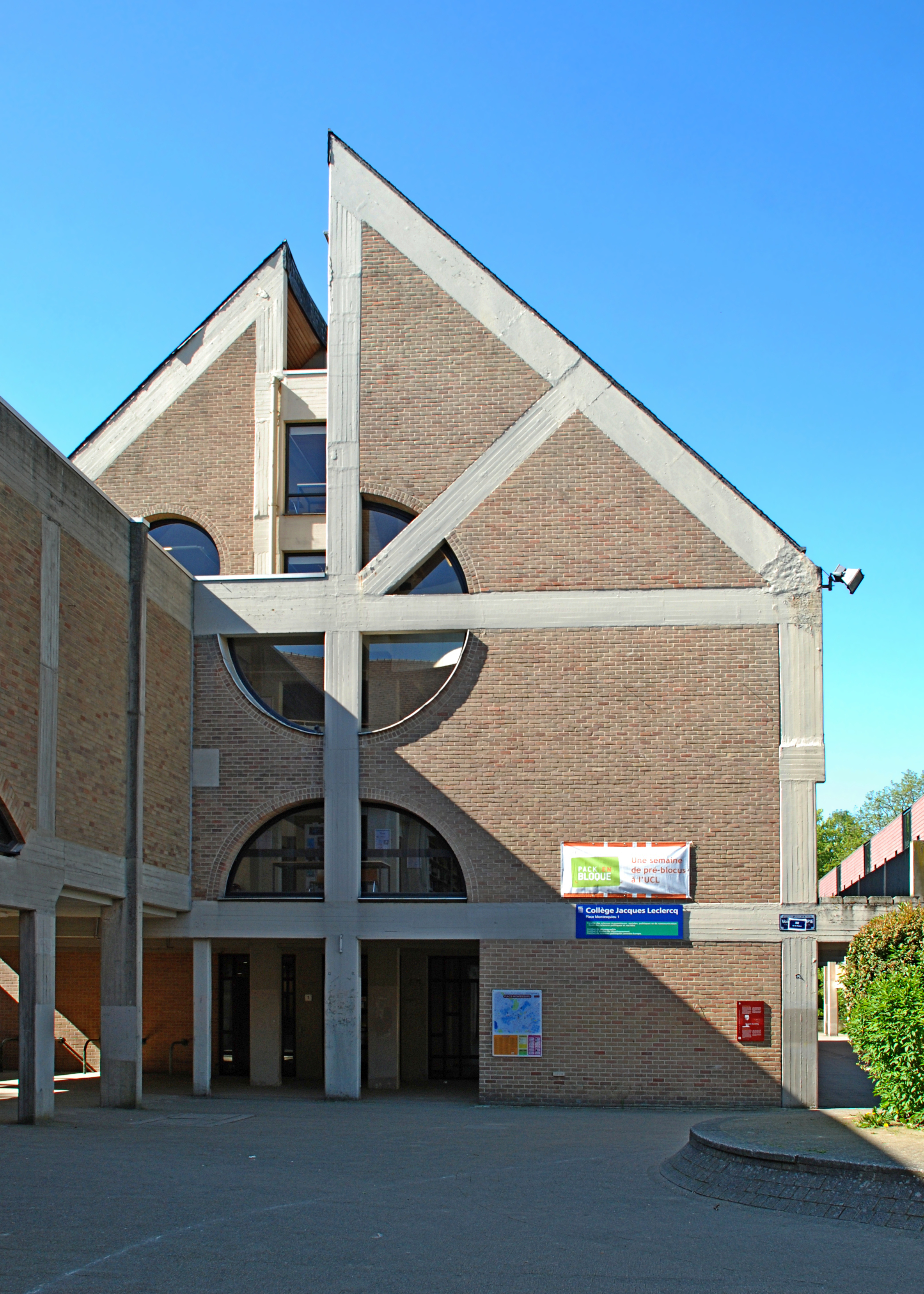
Le pignon nord et les toitures en appentis.
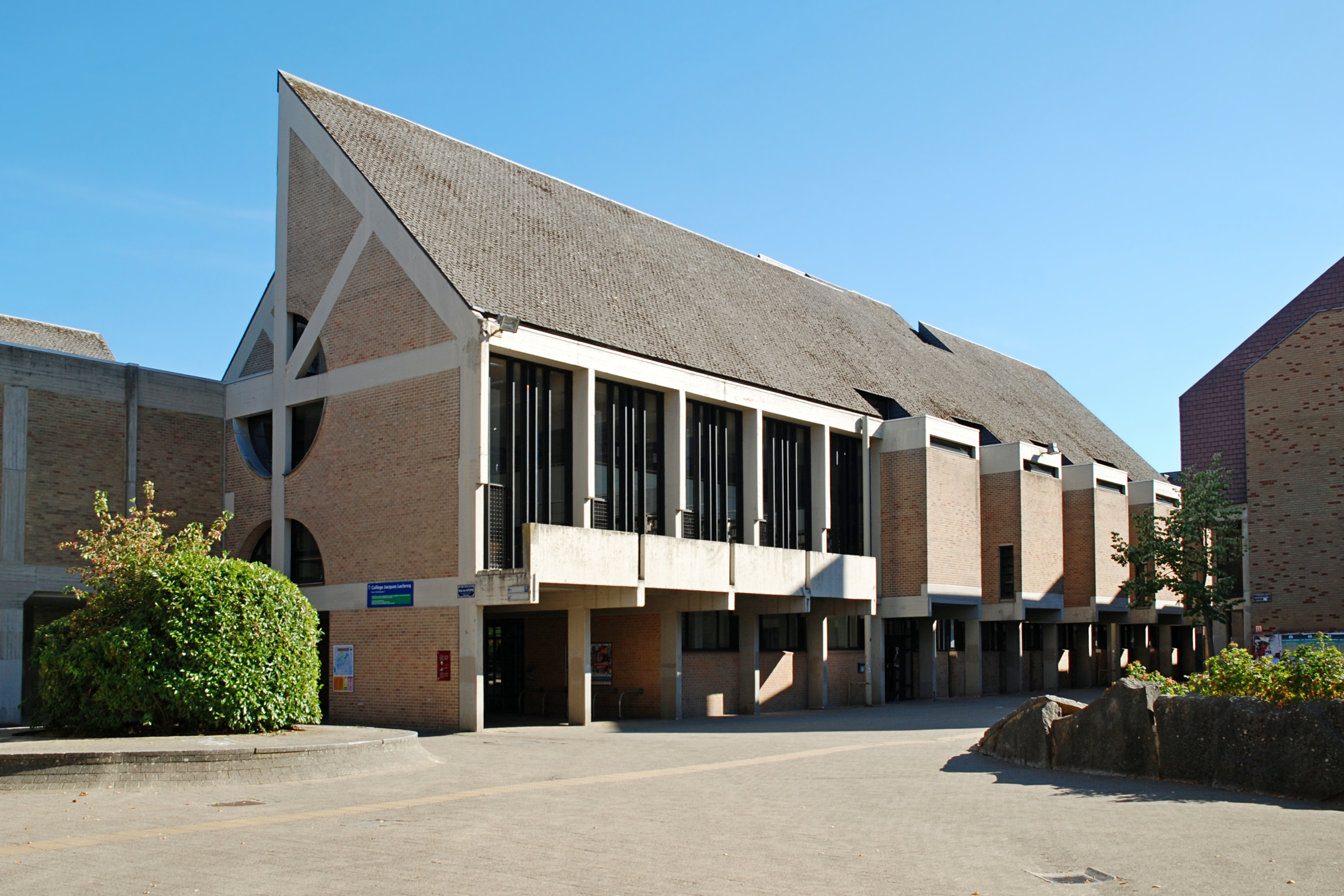
La façade ouest bipartite.
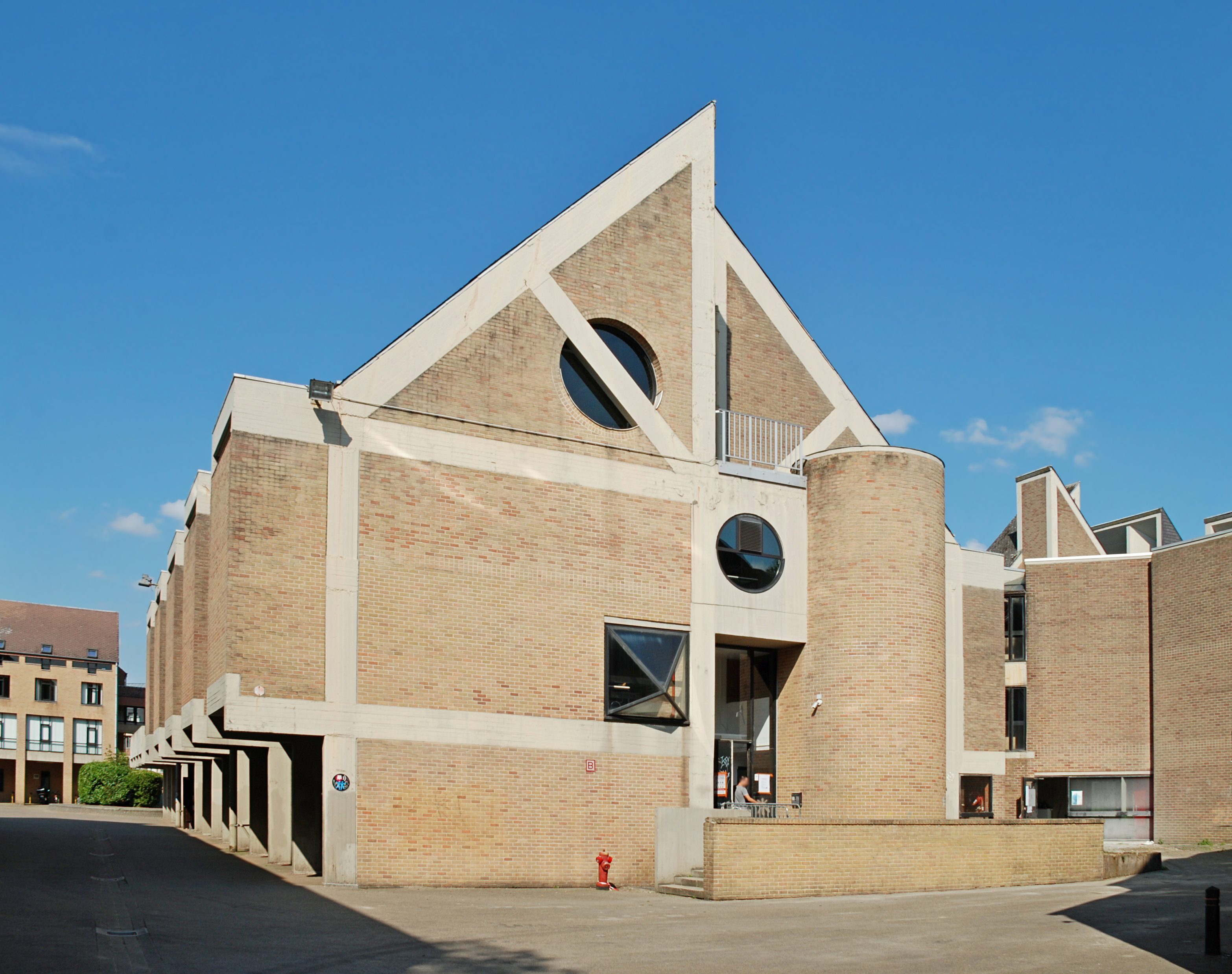
Le pignon sud flanqué d'une tour.

L'arrière du bâtiment présente une façade de douze travées et trois niveaux. Le rez-de-chaussée est scandé par treize contreforts triangulaires à l'aspect « béton brut » très marqué, séparant douze fenêtres au pied desquelles se trouvent des fenêtres basses obliques. Le premier étage et le deuxième étages sont découpés chacun en douze petites alvéoles en « béton brut » encadrant des fenêtres petites et grandes groupées par trois.

L'arrière du bâtiment
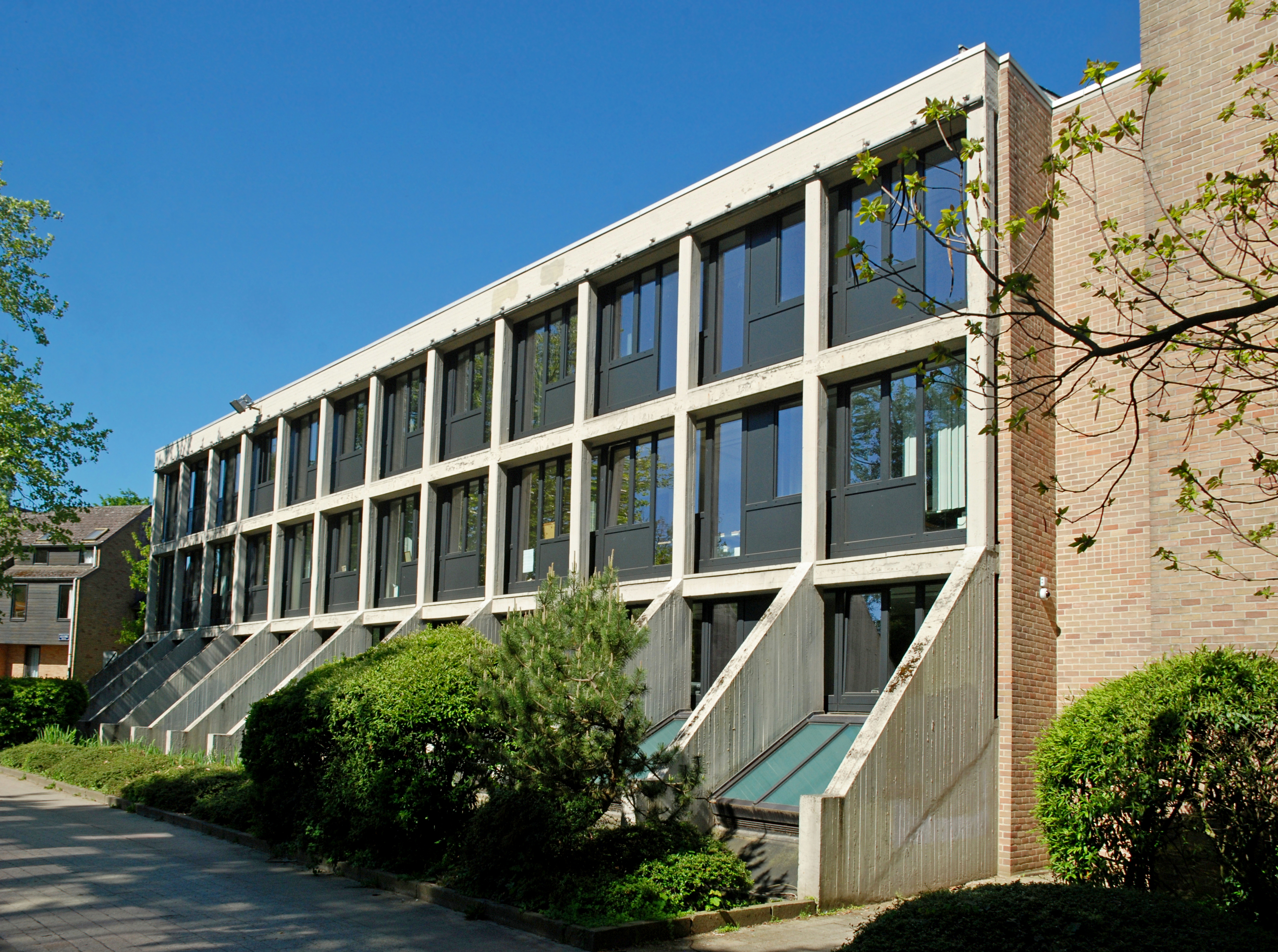
Façade arrière.
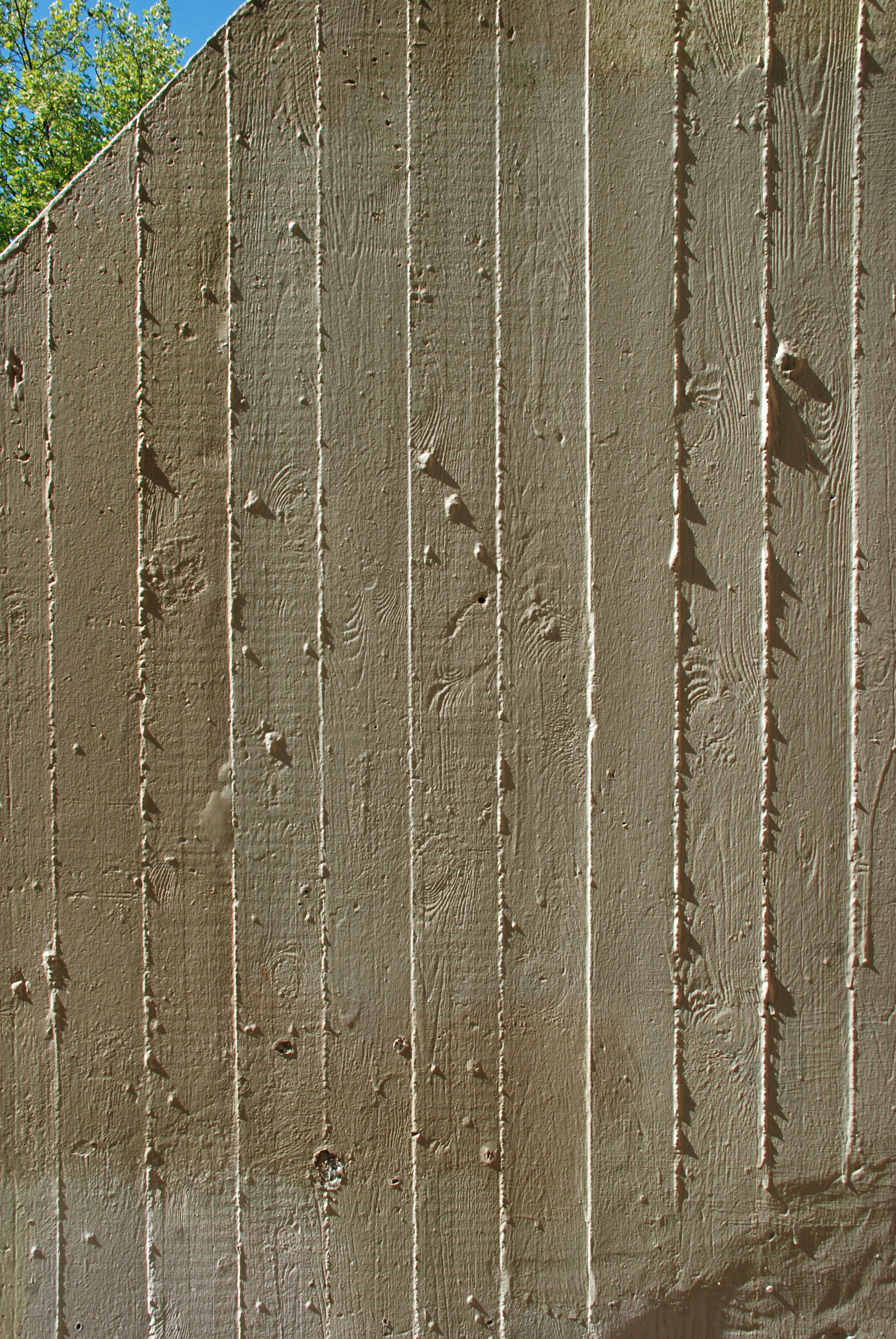
Contrefort en « béton brut ».

#### Secrétariat et Décanat de la Faculté
Le second bâtiment qui compose le Collège Jacques Leclercq occupe le no 4 de la place Montesquieu et abrite le Décanat et le Secrétariat administratif la Faculté.
Il est relié au pignon nord du bâtiment précédent par un long passage couvert orné d'une large baie en demi-lune.
Comme le bâtiment qui occupe le no 1, le no 4 est édifié en briques orange et en « béton brut » mais il est recouvert d'une toiture en bâtière et non d'un double appentis. 
Sa façade la plus longue, dirigée vers la place des Doyens, compte sept travées en encorbellement composées de surfaces vitrées tripartites séparées par de hauts pilastres en béton.
La façade dirigée vers la place Montesquieu ne compte que deux travées, semblables à celles de la place des Doyens.
Du mur pignon de ce bâtiment part une passerelle qui le relie au Collège Léon Dupriez et enjambe la rue de la Lanterne Magique.

Secrétariat et Décanat de la Faculté
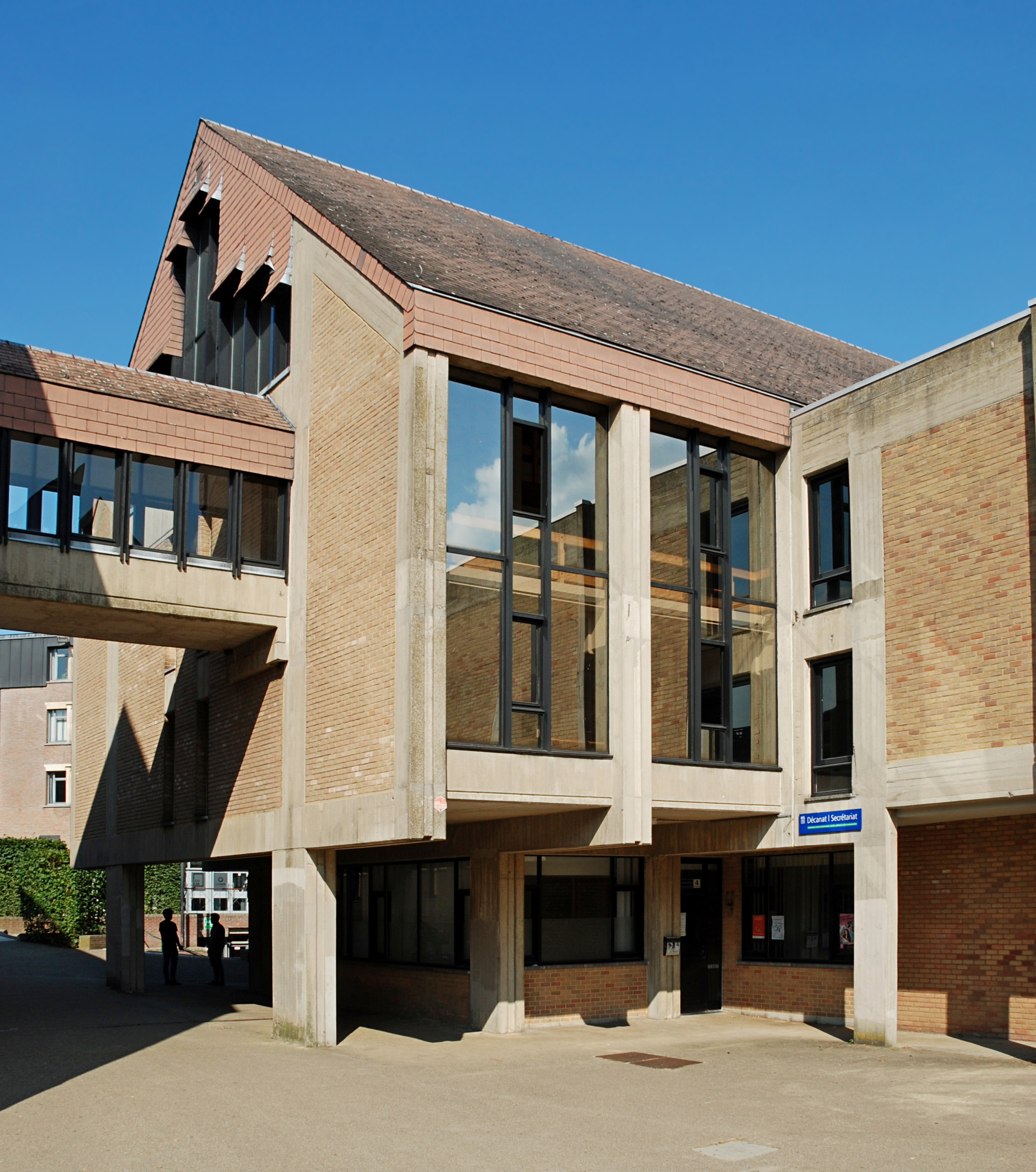
Façade place Montesquieu.
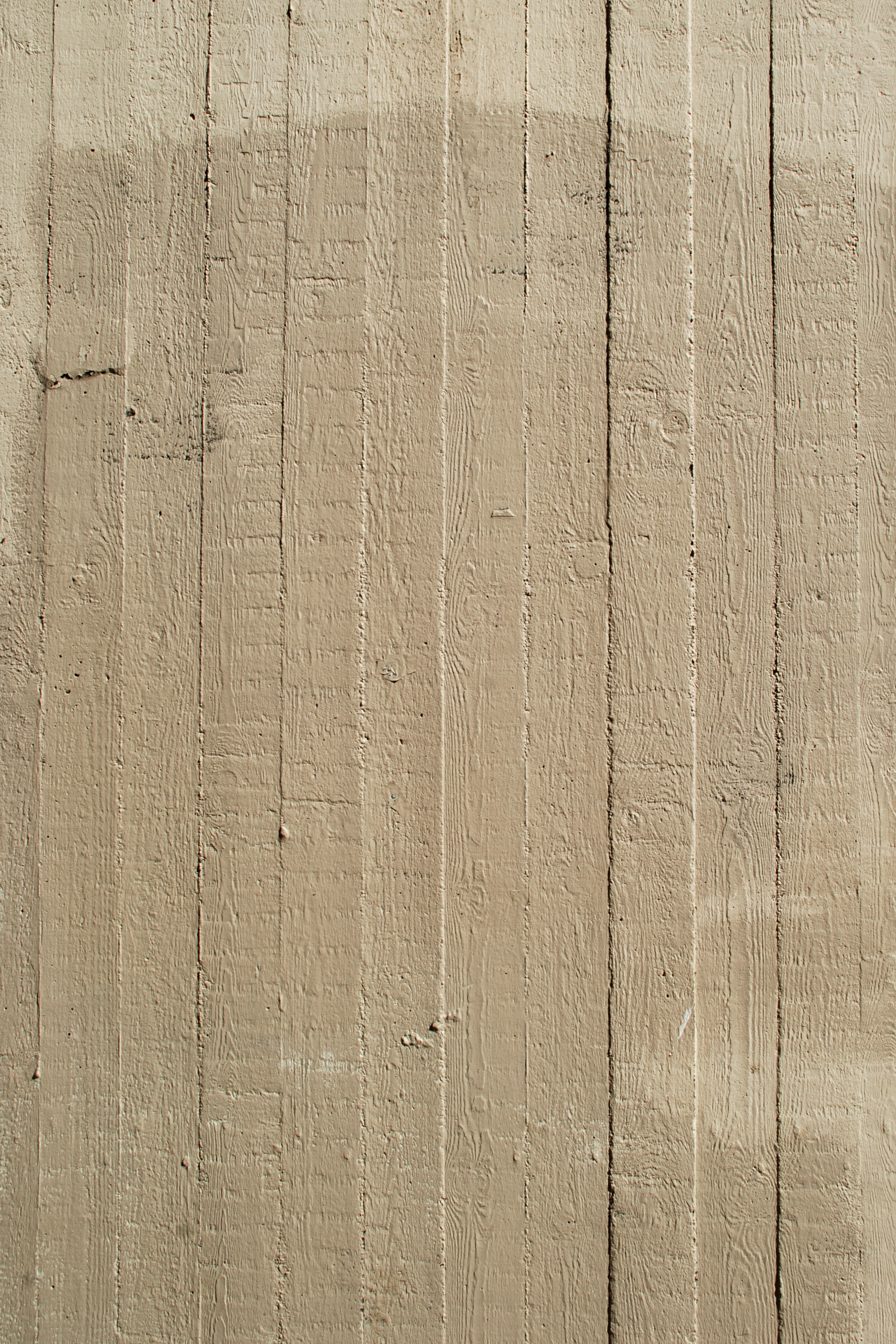
Pilier en « béton brut ».
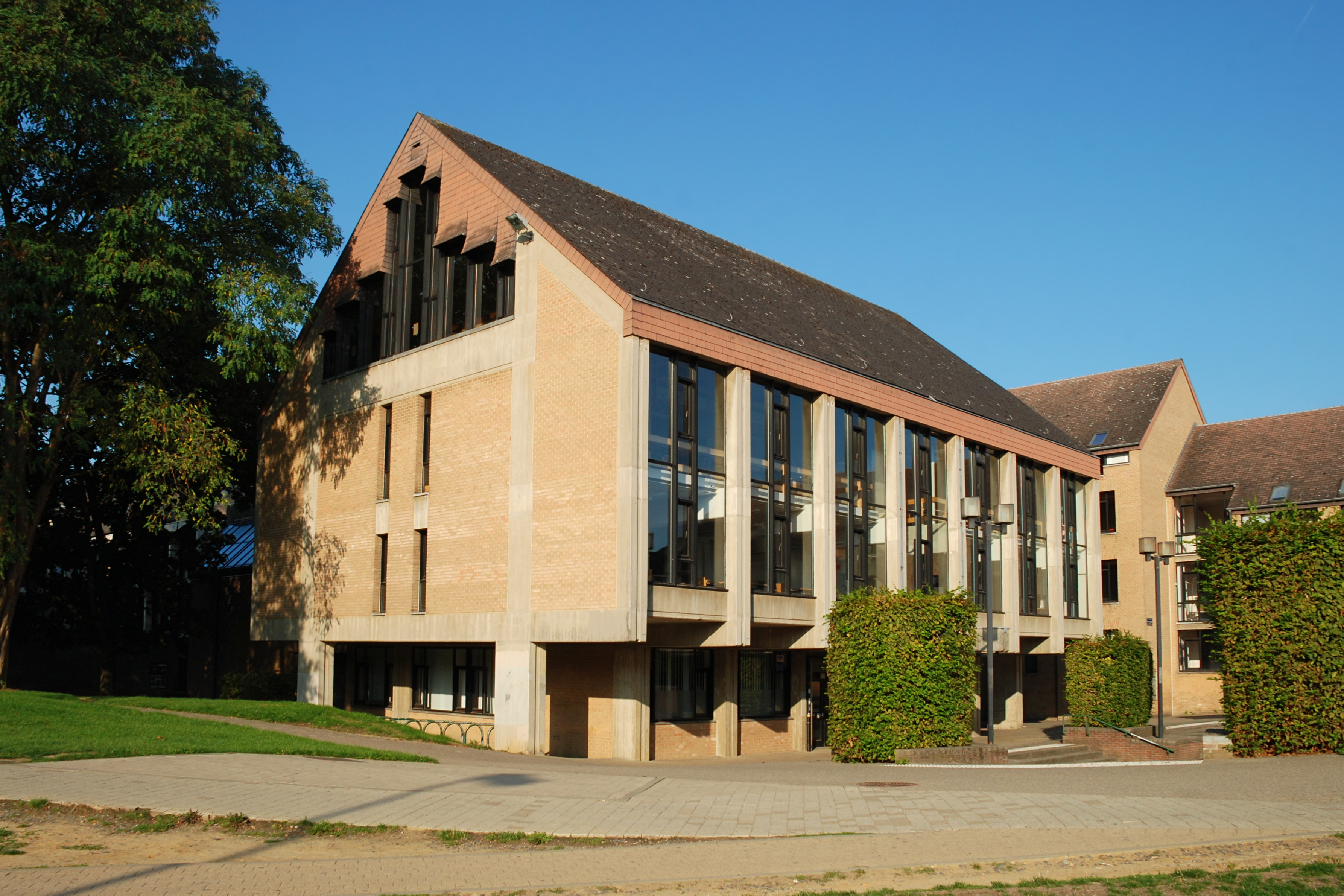
Façade place des Doyens.

### Collège Léon Dupriez
Comme il a été dit, le Collège Léon Dupriez est l'un des trois bâtiments (avec le Collège Jacques Leclercq et le Collège des Doyens) à accueillir la Faculté des sciences économiques, sociales, politiques et de communication de l'UCL, et plus précisément l'École des Sciences économiques, l'École de Communication et la Faculté ouverte de politique économique et sociale, ainsi que deux petits auditoires.
Construit en 1981, ce bâtiment occupe le côté nord-est de la place Montesquieu, et plus particulièrement le no 3 de la place, entre la rue de la Lanterne Magique et la rue Montesquieu, qui vient de la Grand-Place.
D'un style beaucoup plus conventionnel que le Collège Jacques Leclercq, le Collège Léon Dupriez présente vers la place Montesquieu une façade de six travées et de trois niveaux et demi. Le rez-de-chaussée est occupée par une galerie couverte, le premier étage par six grandes baies vitrées tripartites et le deuxième par six petites baies vitrées tripartites. La béton brut se fait ici très discret puisqu'il se limite aux linteaux des travées de la galerie couverte.
Comme il a été dit plus haut, le Collège Dupriez communique avec le no 3 par une passerelle qui part des étages et enjambe la rue de la Lanterne Magique.

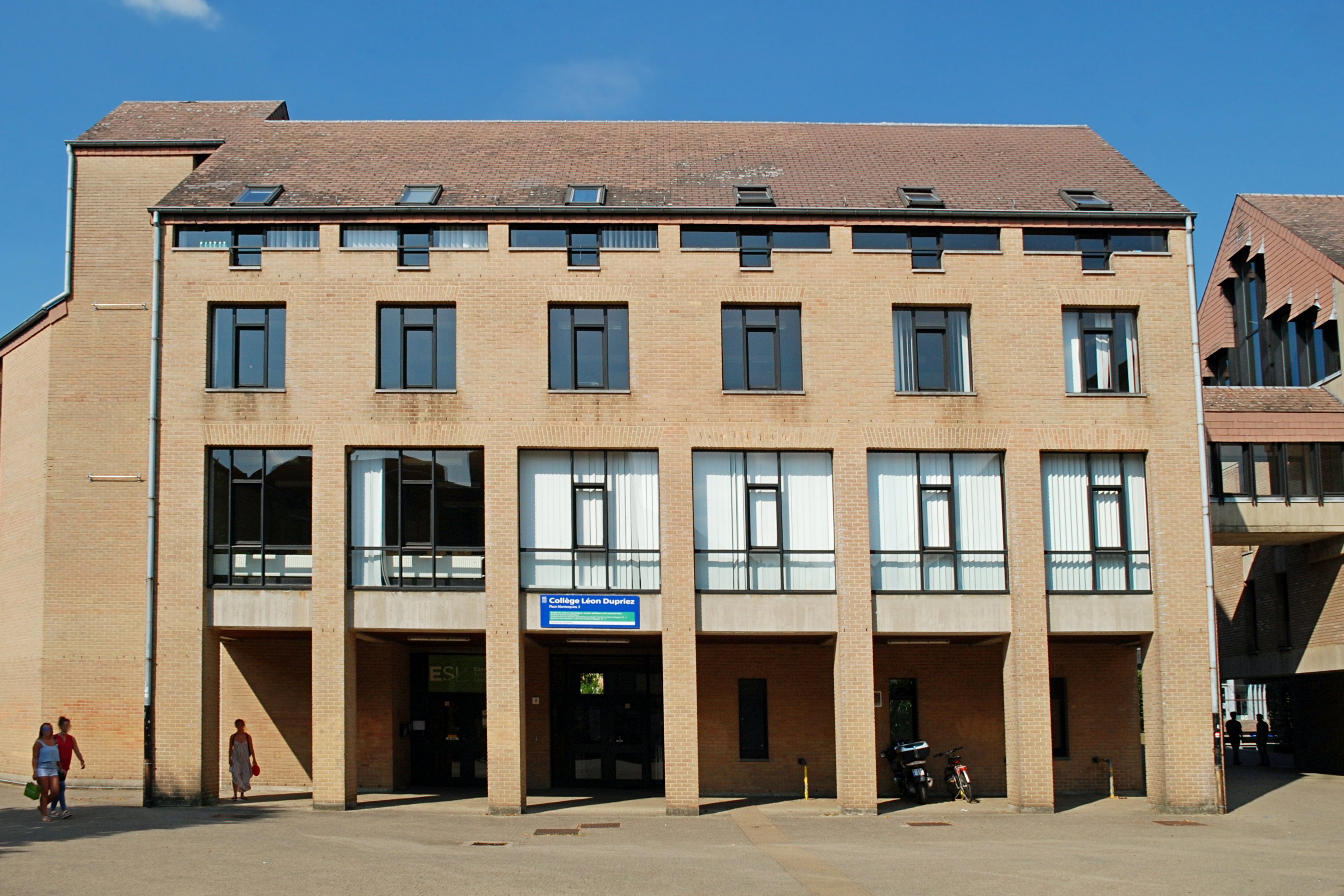
Collège Léon Dupriez.
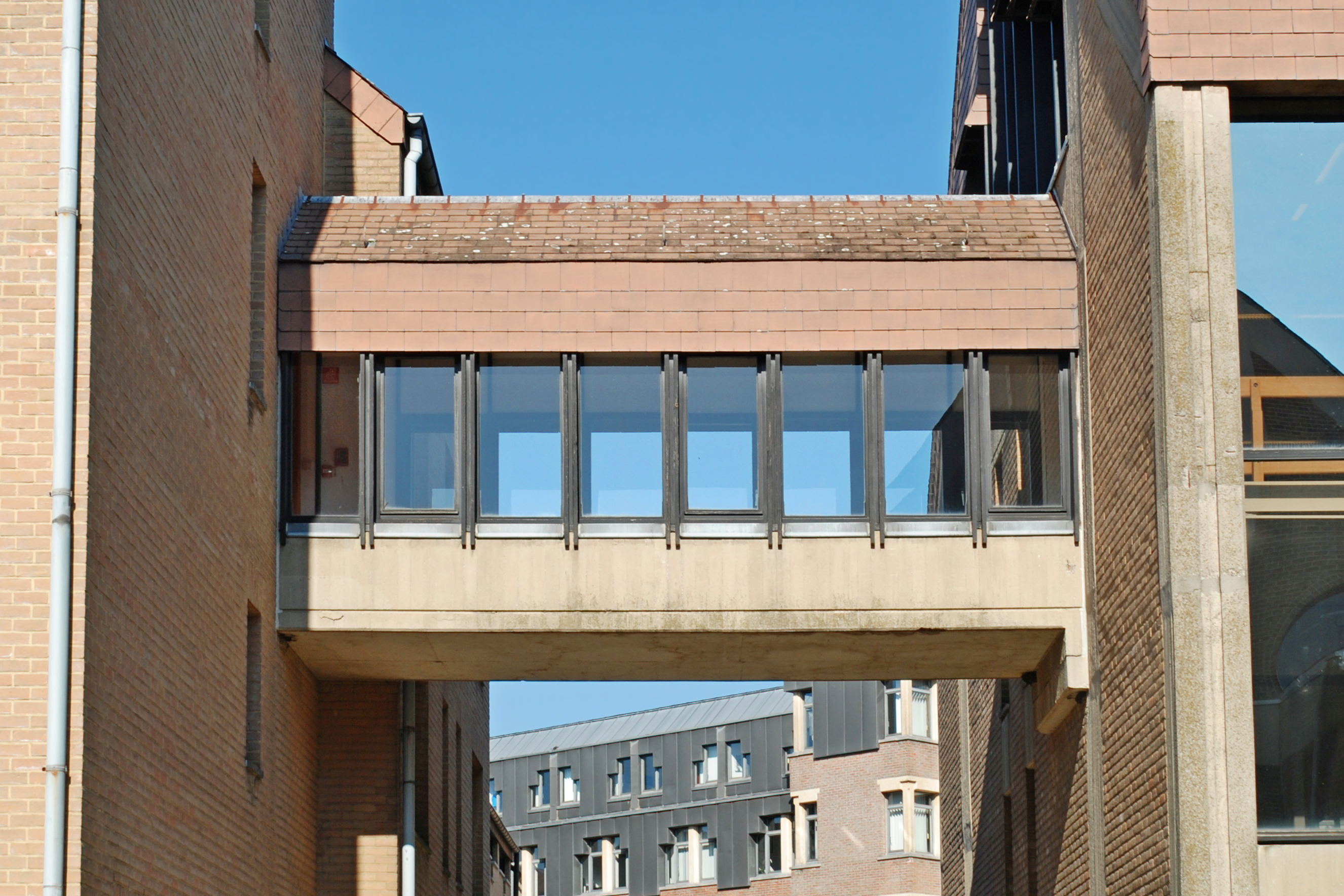
Passerelle.

### Auditoires Montesquieu
Le côté nord-est de la place Montesquieu est occupé par les auditoires Montesquieu, dont l'adresse est en fait rue Montesquieu no 32 : le terme « auditoire » désigne en Belgique un amphithéâtre, une grande salle de cours.
Ces auditoires sont au nombre de six et présentent une capacité allant de 168 à 396 places.
Construits en 1978, ils ne relèvent pas de l'architecture brutaliste mais plutôt de l'architecture fonctionnaliste car les éléments en béton de leur façade sont faits de béton lisse et non de « béton brut ». Le rez-de-chaussée est occupée par une galerie couverte rythmée par des piliers faits soit de briques soit de béton, surmontée par un étage en encorbellement.

Auditoires Montesquieu
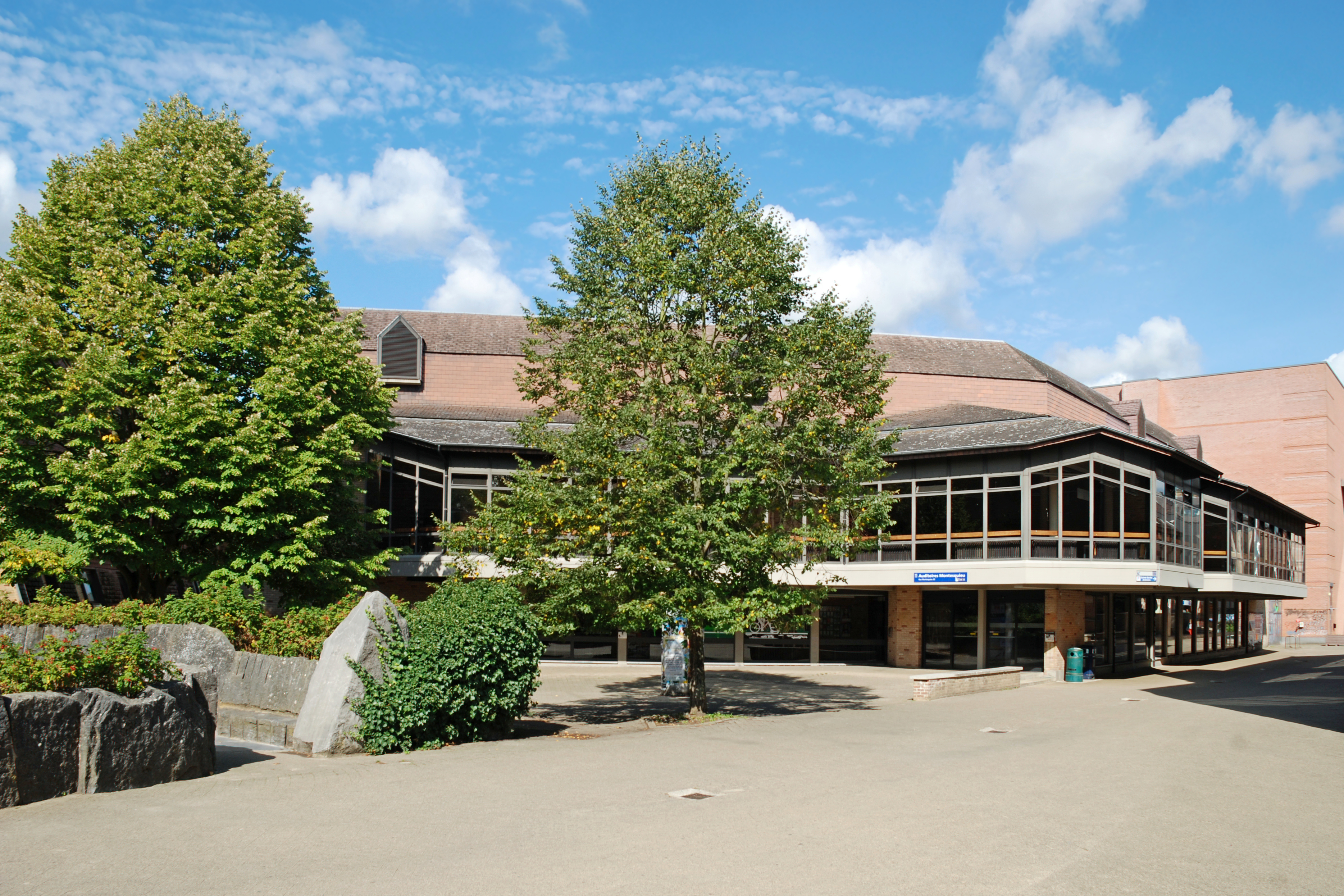
Vue générale.
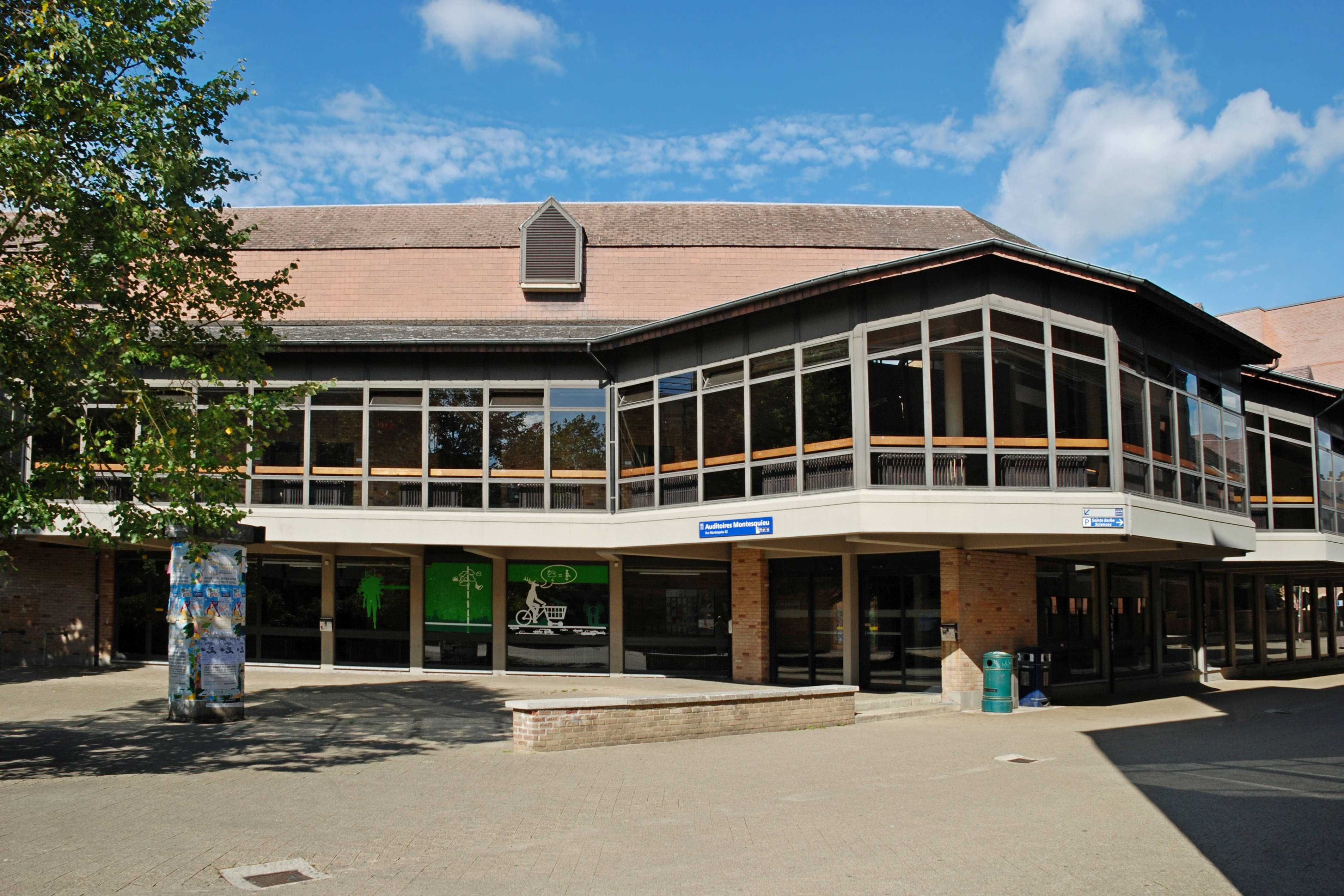
Entrée.

### Collège Thomas More
Le Collège Thomas More occupe le no 2 de la place Montesquieu et abrite la Faculté de droit et de criminologie de l'UCL, ainsi que la Bibliothèque de droit,.
Il contient 18 auditoires (amphithéâtres), d'une capacité de 30 à 100 places.
Construit en 1978 comme les Auditoires Montesquieu, il ne relève pas non plus de l'architecture brutaliste mais plutôt de l'architecture fonctionnaliste, car ses façades combinent la brique et le béton lisse.

Collège Thomas More
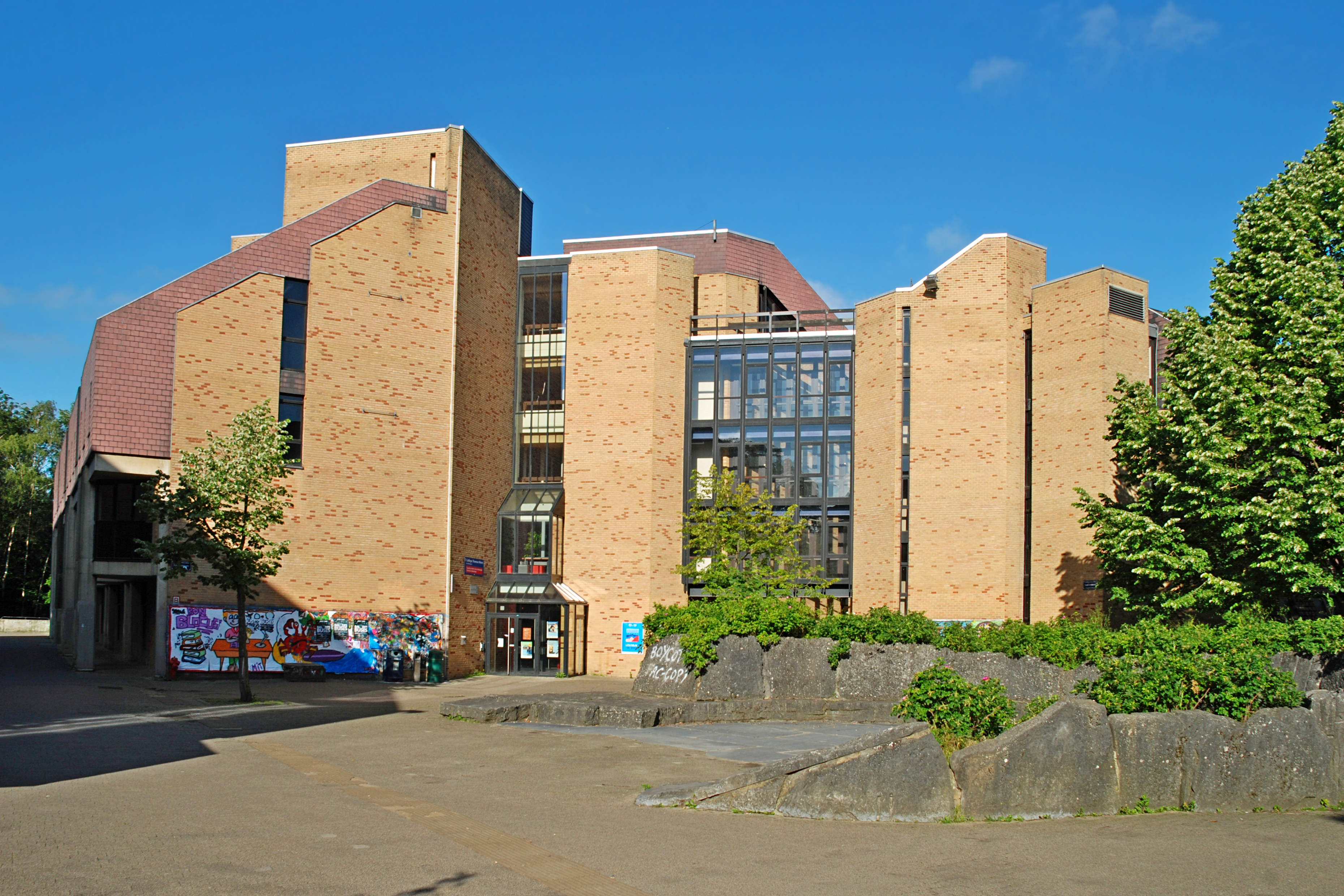
Le Collège Thomas More vu depuis la place Montesquieu.
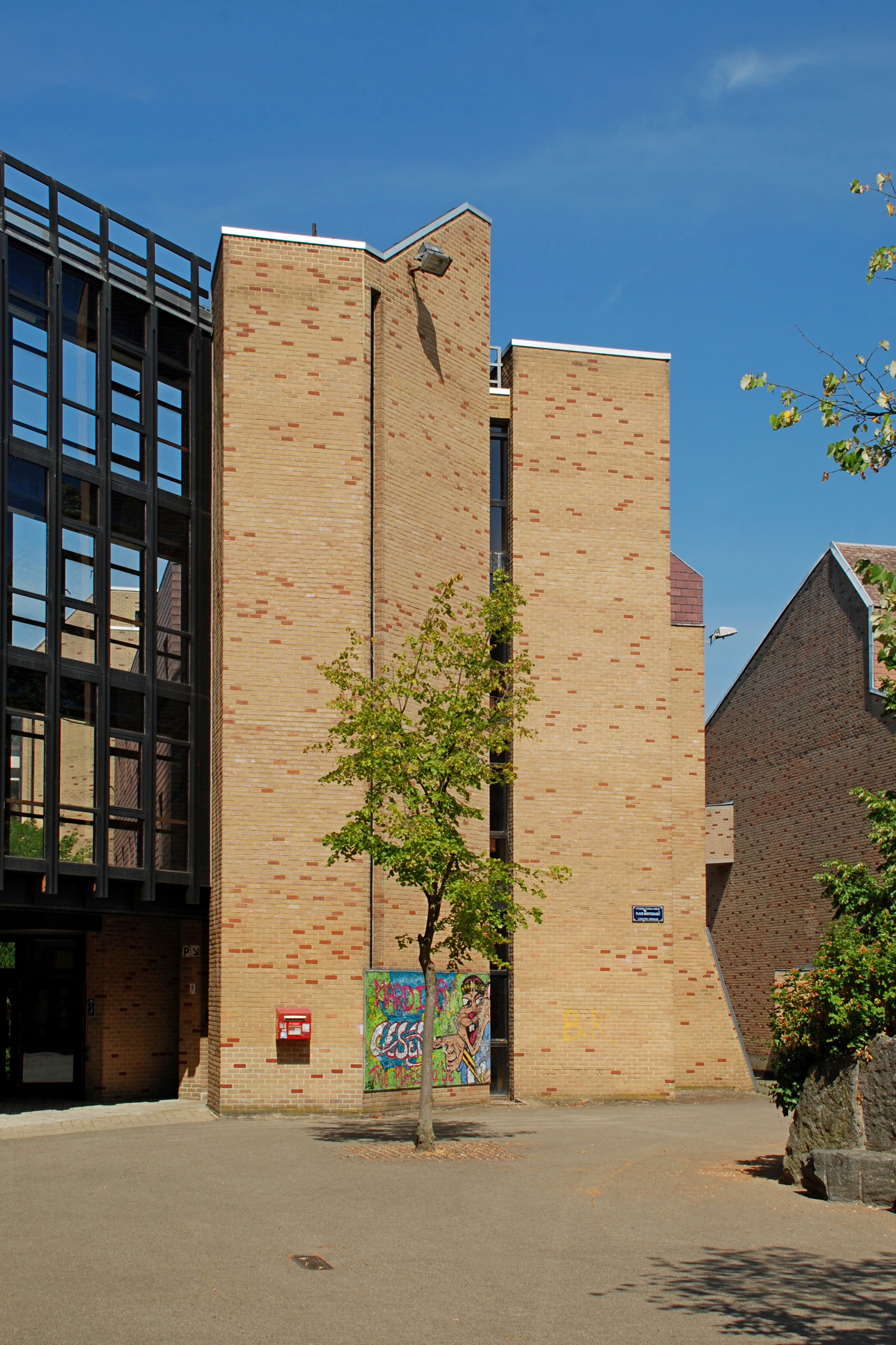
Vue depuis la place Montesquieu.
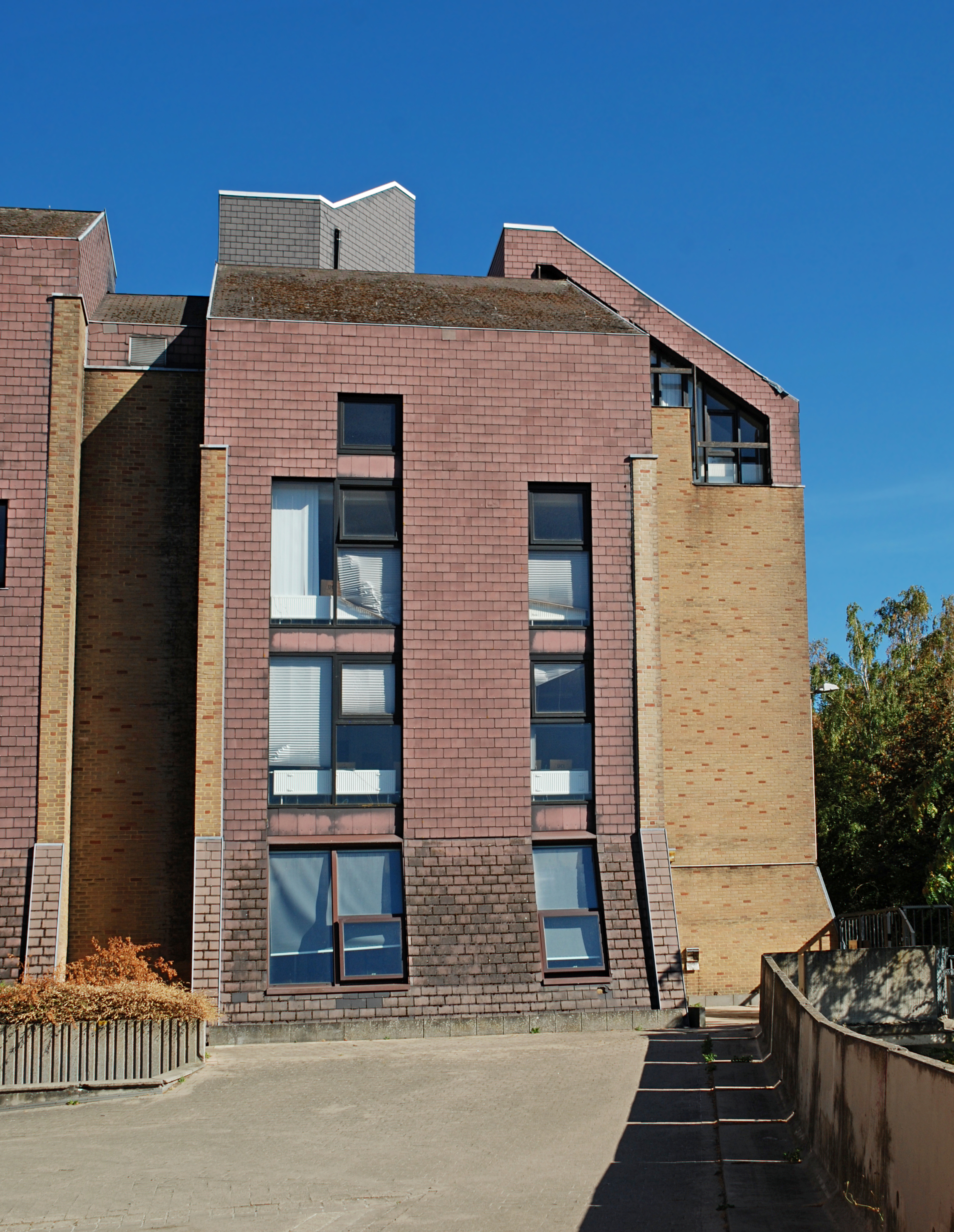
Façade arrière, le long du chemin des Décrets.

## Art public

### Art public sur la place Montesquieu

#### Ronde des menhirs
La place Montesquieu accueille une vaste sculpture en pierre bleue, réalisée par le sculpteur Pierre Culot en 1980 et intitulée Ronde des menhirs, faite de blocs de pierre de 40 à 300 cm de haut formant un amphithéâtre de 26 m,. 
Primé lors d'un concours organisé en collaboration avec la Communauté française de Belgique, cet amphitéâtre « où se sublime un dialogue entre minéral et végétal » offre « un lieu de rencontre aux étudiants et aux passants, les invitant à pénétrer dans la composition et à s'y installer, à s'y ressourcer, en marge de l'architecture fonctionnelle environnante »,.
Selon l'ouvrage L'art dans la ville - Promenades à Ottignies-Louvain-la-Neuve « c'est le souvenir du monde grec, creuset de notre civilisation qu'évoque l'appareillage quasi cyclopéen du mur installé par Culot ».
Dans une interview au journal La Libre, Wivinne de Traux, critique d'art et co-rédactrice de l'ouvrage L'art dans la ville - Promenades à Ottignies-Louvain-la-Neuve déclare y voir « à la fois un mobilier urbain, un écrin pour le végétal, de l'architecture… ».

Ronde des menhirs (Pierre Culot 1980)
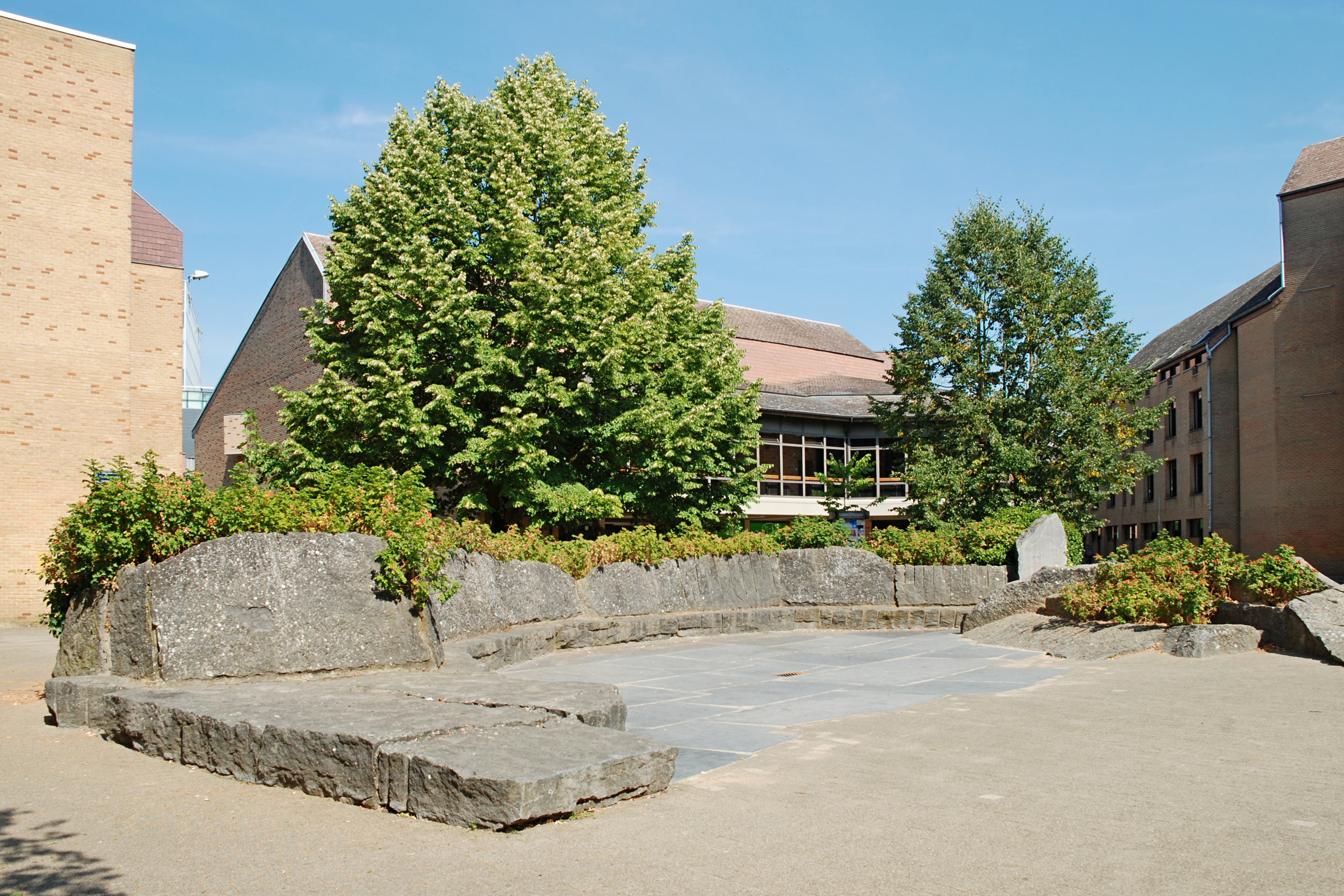
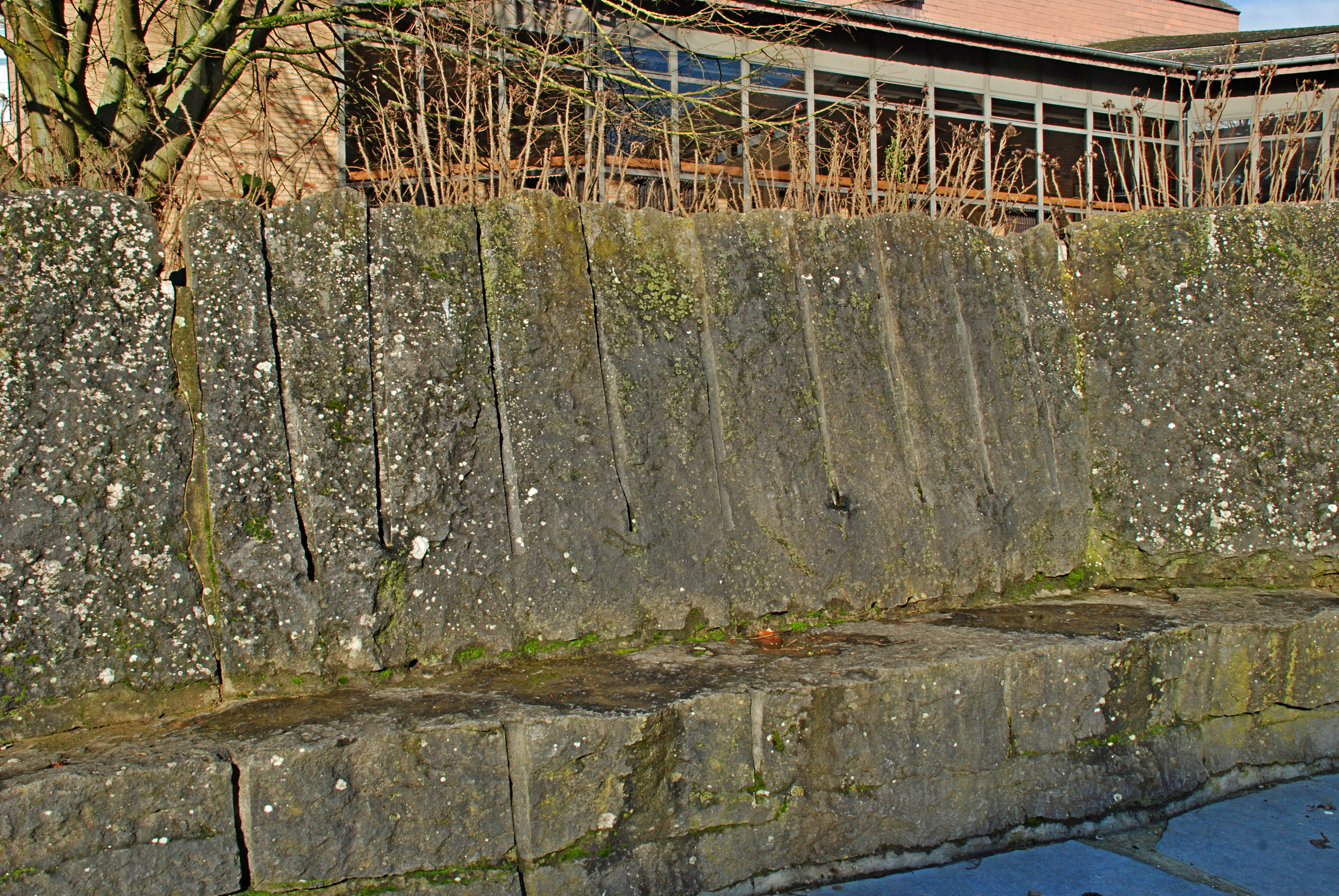

#### Humble Pie
Dans le cadre de la 6e Biennale d'art contemporain qui s'est tenue à Louvain-la-Neuve en mai-juin 2007, l'artiste Jérôme Considérant a réalisé sur les fenêtres des auditoires Montesquieu, une œuvre-pictogramme réalisée à partir d'autocollants et appelée « Humble Pie »,,.
Selon les mots du Guide de la 6e Biennale d'art contemporain de Louvain-la-Neuve : « artiste du pictogramme, Jérôme Considérant est connu pour ses panneaux routiers dont il détourne le sens premier, au profit d'une réinterprétation pictographique d'une œuvre d'art majeure ». 
Comme l'explique l'ouvrage L'art dans la ville - Promenades à Ottignies-Louvain-la-Neuve « pour la biennale, il a réalisé une fresque appelée à disparaître, dont demeurent encore quelques traces, qui esquissait sur un fond vert de part et d'autre d'une ligne horizontale l'histoire de la ville depuis sa création jusqu'aux chariots des supermarchés ».

Humble Pie
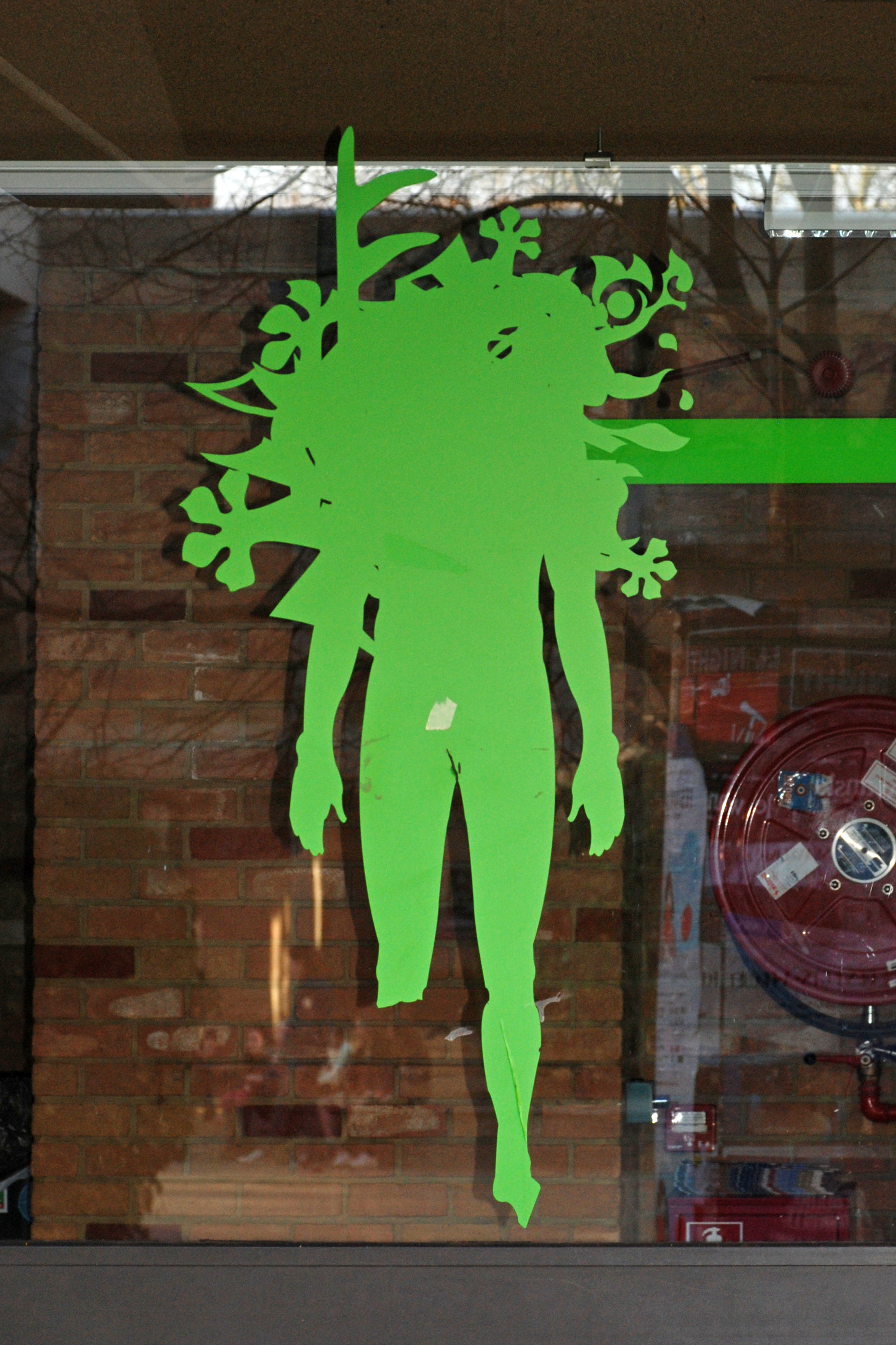
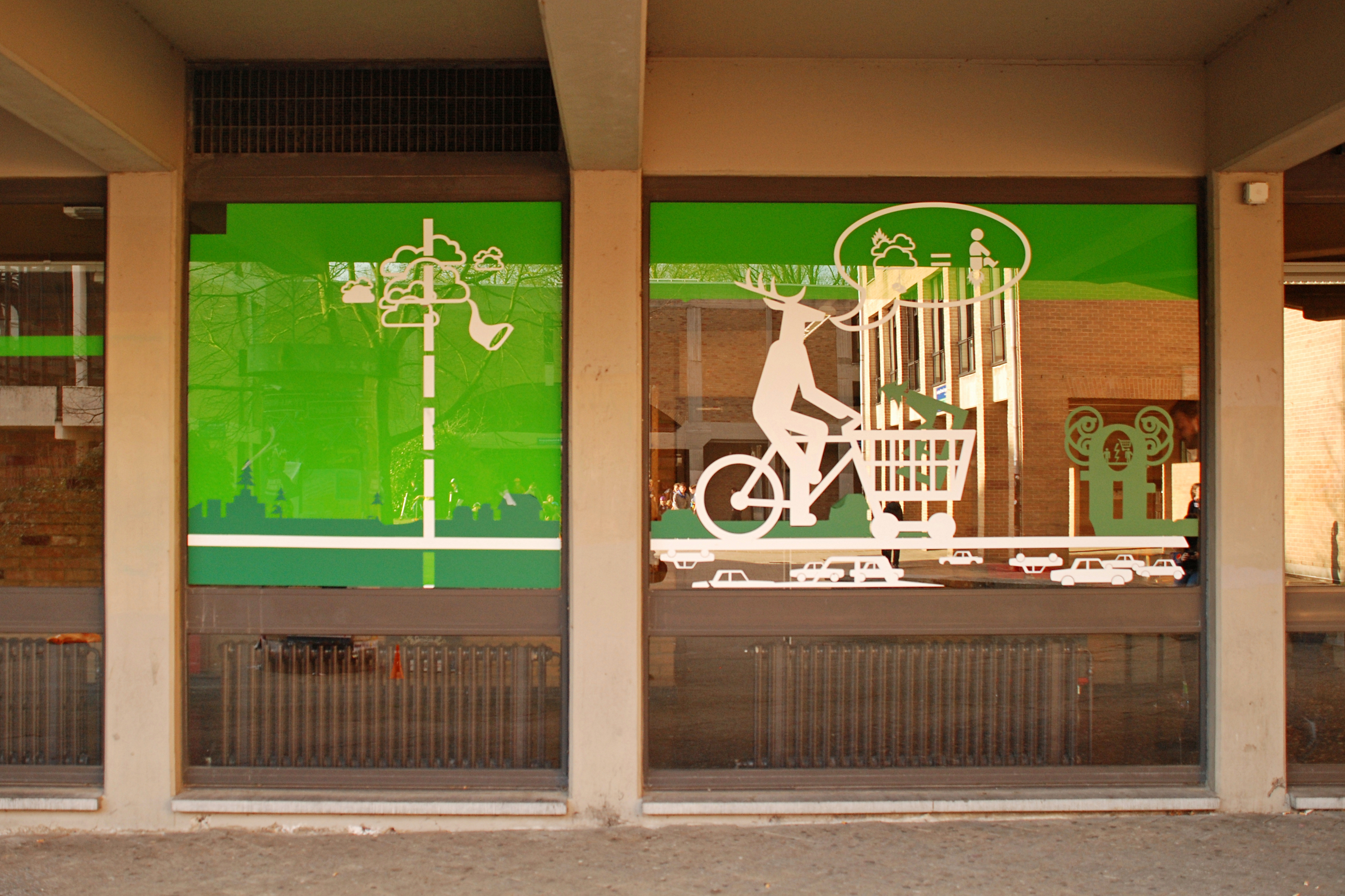
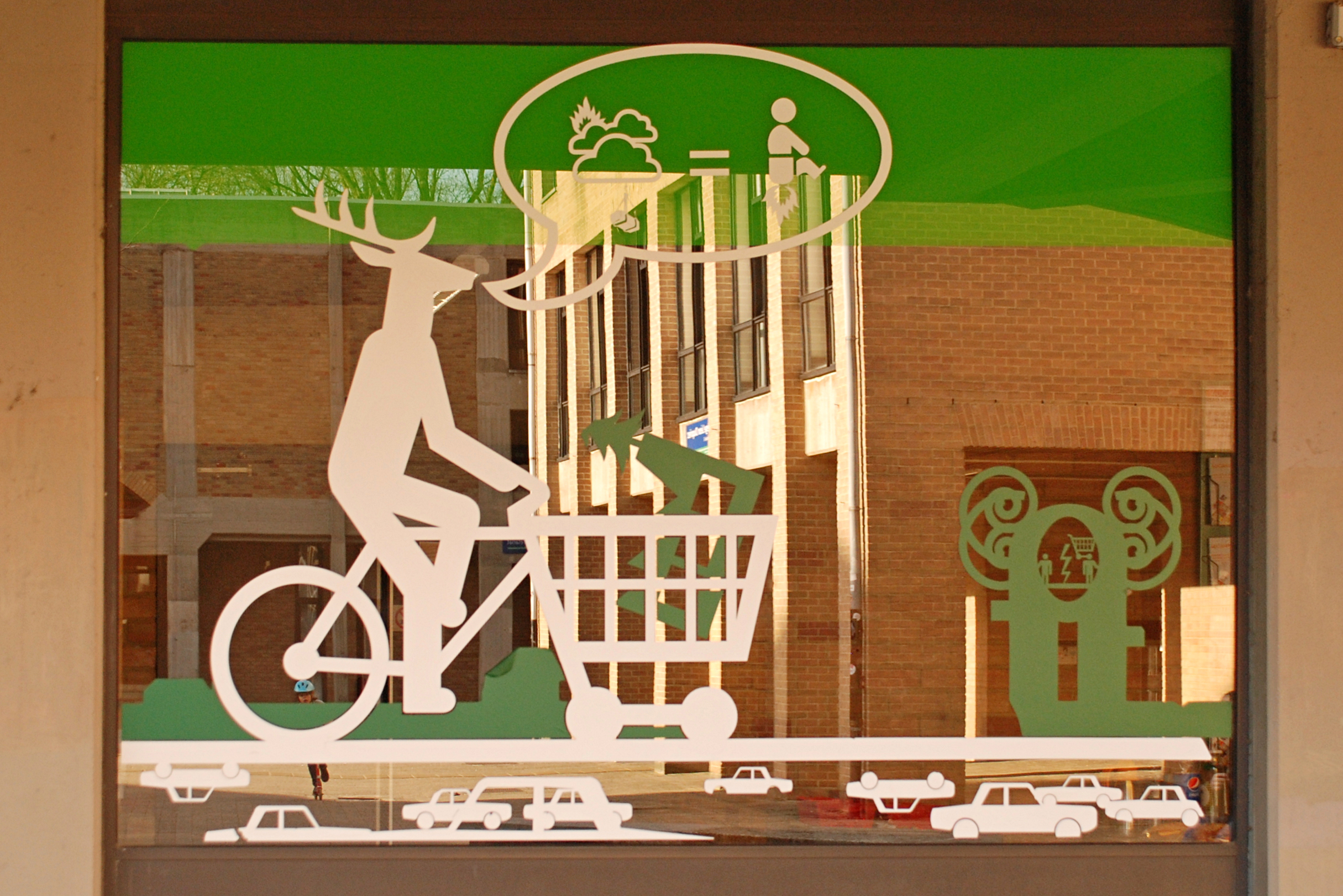

#### Fresque du Kosmopolite Art Tour 2015
Dans un petit recoin du Collège Jacques Leclercq, au-dessus d'une grille d'égout, se cache une petite fresque réalisée lors du Kosmopolite Art Tour 2015 par Damien-Paul Gal, un graffeur français établi à Bruxelles qui, lors de ce festival de street art, a décoré la tour du Théâtre Jean Vilar et réalisé une fresque sur le quai de la gare de Louvain-la-Neuve.
L'artiste y représente un sac, entouré de fins triangles acérés similaires à ceux qu'il utilise en grand nombre au Théâtre Jean Vilar et sur la fresque « Louis Vuitton » du quai de la gare. Il signe de la même façon que sur les œuvres précitées mais, cette fois, sans la silhouette d'un homme en train de fumer.

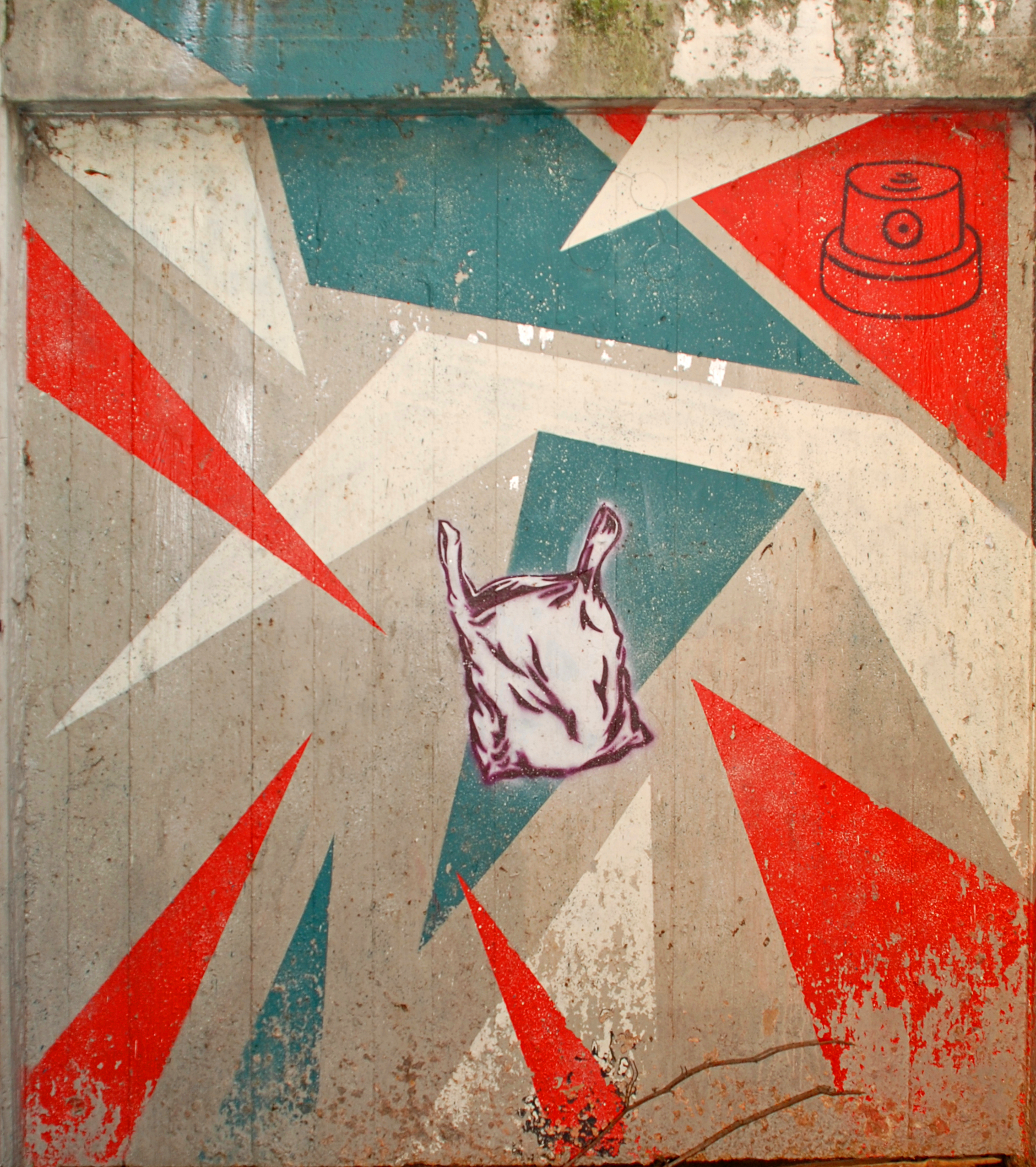
Fresque.
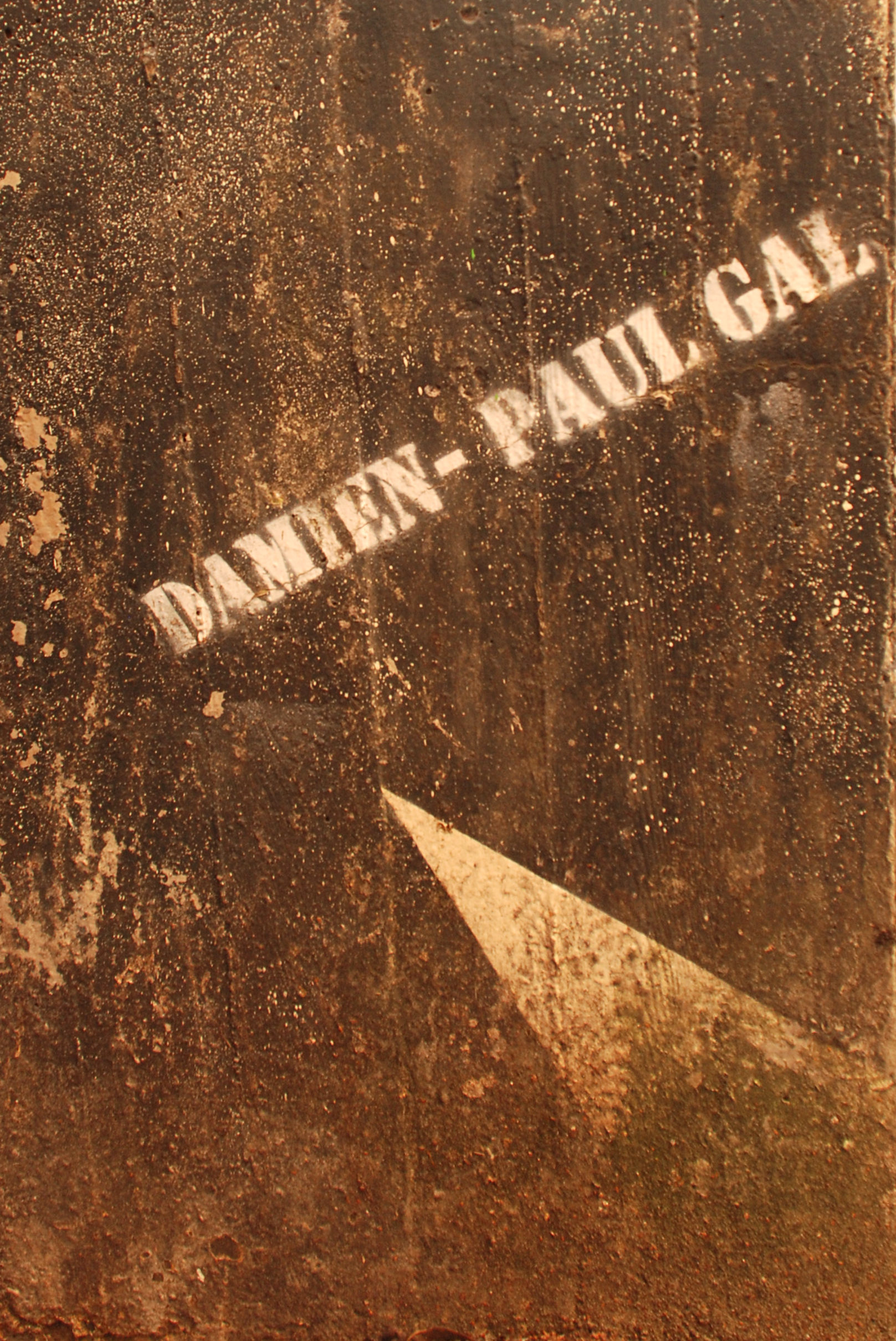
Signature.

#### Statuette d'Isaac Cordal

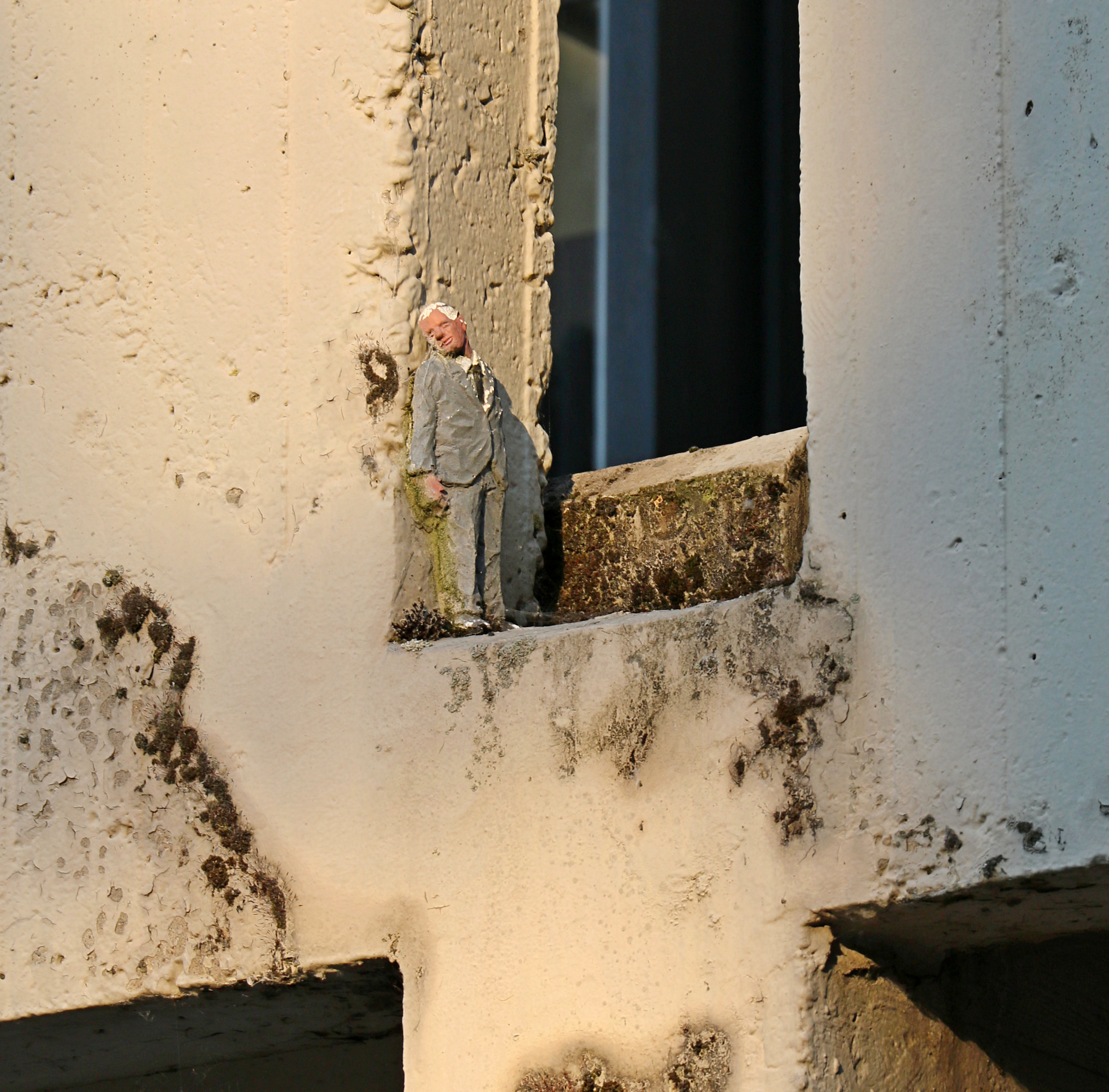
Statuette d'Isaac Cordal au balcon du Collège Jacques Leclercq.

Un des balcons du Collège Jacques Leclercq abrite une statuette réalisée par Isaac Cordal, un sculpteur espagnol invité lors du festival Kosmopolite Art Tour 2015.
Isaac Cordal est un artiste espagnol né en 1974 à Pontevedra, où il étudie la sculpture à l'université des Beaux-Arts, avant de suivre une formation de cinq ans à l'école Canteiros, un établissement spécialisé dans les métiers de la pierre,,.
Ses petites figurines humaines de 15 cm environ, fabriquées en béton ou en résine polyuréthane, peuvent être trouvées à Londres, Berlin, Paris, Barcelone, Milan, Malmö, Bogota, Nantes, Vienne, Bruxelles,,, et Louvain-la-Neuve. Elles représentent souvent un homme en costume gris clair, à l'allure de fonctionnaire anonyme, placé sur une façade en équilibre sur une corniche, un boîtier électrique, un câble électrique, un tuyau ou un bord de fenêtre,, et illustrent la routine de la société actuelle et l'absurdité de notre existence.
À Louvain-la-Neuve, Isaac Cordal a installé une vingtaine de ces petites statuettes à plus de 3 mètres de hauteur dans des endroits insolites. On en trouve encore plusieurs, dont une au balcon du Collège Jacques Leclercq à la place Montesquieu, une dans la rue Montesquieu sur le côté du cinéma de la Grand-Place, deux à la place Agora, une à l'angle de la Grand-Rue et de la place Rabelais, deux sur les façades de la Traverse d'Ésope, une au no 25 de la rue du Sablon et trois le long de la voie des Hennuyers près de la gare.

### Art public dans les environs de la place Montesquieu

#### Sculptures

##### Augustin l'auto-stoppeur

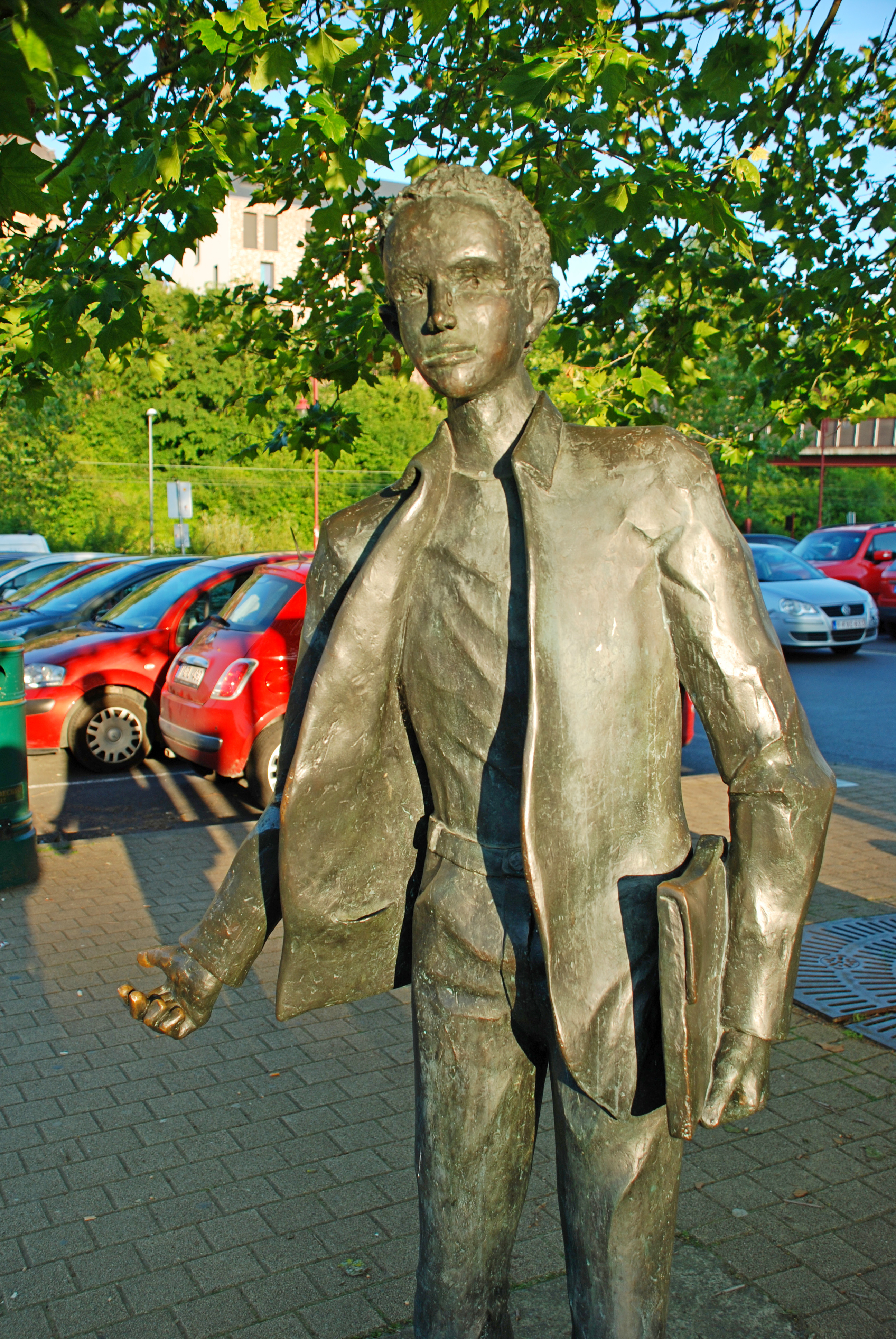
Augustin l'auto-stoppeur.

Sur le parking Jacques Leclerc, le long du boulevard de Wallonie, contre la gare des bus de Louvain-la-Neuve, se dresse la statue d'Augustin l'auto-stoppeur, sculpture en bronze réalisée par Gigi Warny en 1999 et installée à cet endroit en 2002,,.
Cette statue de 2 m de haut est un don de Paul Simon à Université catholique de Louvain,.
Prénommé Augustin par son commanditaire, cet auto-stoppeur « symbolise parfaitement la bohème et la débrouille liées à la vie de bon nombre d'étudiants et d'habitants sur le site Louvain-la-Neuve ». Peu après son installation, on lui a volé ses lunettes.  On peut encore apercevoir sur son nez une des plaquettes de la paire de lunettes.

##### Figure couchéeouSybille au repos
Le long du chemin des Lorrains, à l'est de la place, la Figure couchée ou Sybille au repos fait face à l'Atelier Théâtre Jean Vilar. Réalisée en pierre bleue de Soignies par Jean-Paul Emonds-Alt en 1977, la sculpture a été mise en place à cet endroit en 1996,. L'artiste raconte au sujet de cette statue : « En taillant cette pierre, elle me dit un jour "Arrête, tu vas me faire mal!". J'ai obéi et c'est tant mieux. Comme quoi la pierre parle. Quant à son nom, on m'a rapporté que, quelques jours après sa mise en place à Louvain-la-Neuve, quelqu'un avait placé un petit mot écrit disant "Sybille se repose". J'ai trouvé cela charmant ».

##### Niké ou Projection de forces
Au sud de la place, sur un espace vert situé à l'angle de la rue des Bruyères et de la rue Pierre-Joseph Redouté, se dresse la Niké ou Projection de forces, une sculpture semi-rigide en néoprène et béton architectonique (ciment de marbre) de 3 m de haut et de 7 m de long réalisée en 1988 par la sculptrice belge d'origine polonaise Tapta,, spécialiste de la sculpture souple. Cette sculpture, qui est un hommage à la Victoire de Samothrace, a connu bien des mésaventures : déplacée à cause d'un chantier en 1992, elle a ensuite été démolie accidentellement et refaite en 1997 avec le concours de l'artiste, puis à nouveau endommagée.

Art public dans les environs de la place Montesquieu
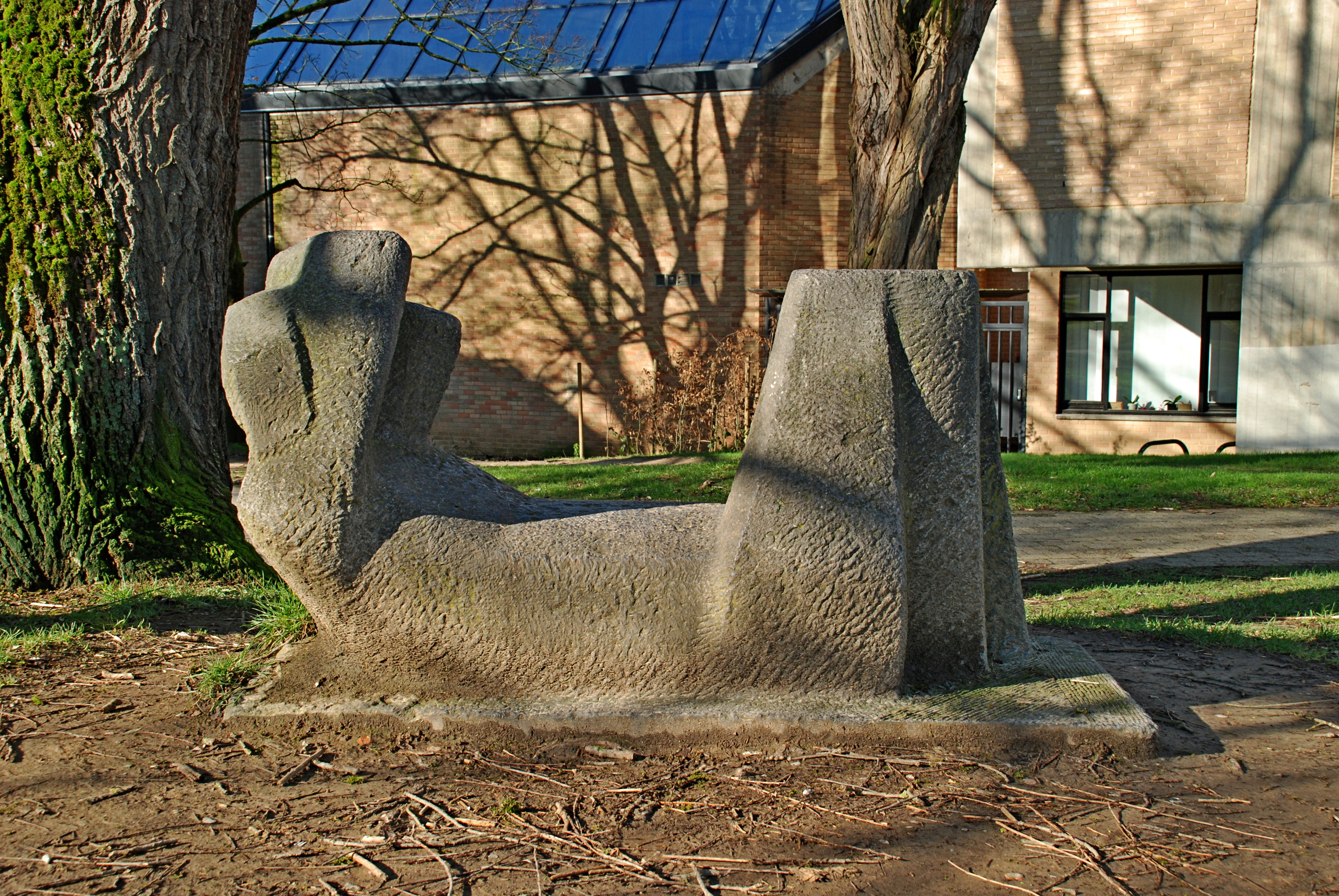
Sybille au repos.
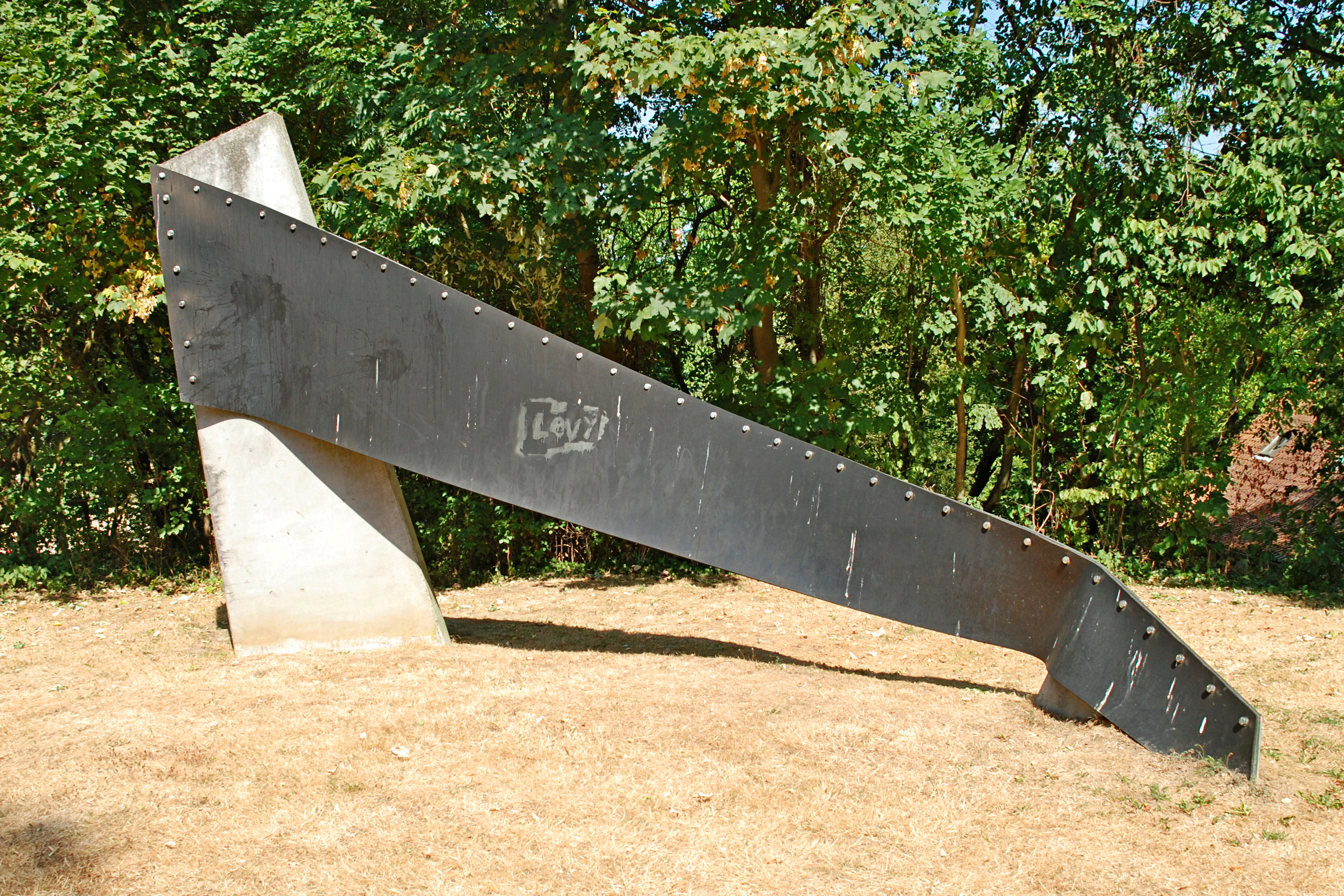
Niké ou Projection de forces.

#### Peintures murales

##### Fresques de la gare des bus

###### Fresques de style Art nouveau de Lady Alezia et du Collectif Renart
Le mur de la gare des bus de Louvain-la-Neuve est orné de peintures murales évoquant l'Art nouveau, réalisées lors du festival international d'art urbain (street art) Kosmopolite Art Tour 2015 par le collectif « Renart », venu de Lille et environs.
Lady Alezia, du collectif « Renart », raconte avoir rencontré les membres du collectif organisateur « Farm Prod », co-organisateur du festival  : « Ils nous ont proposé de peindre le mur de la gare des bus de Louvain-la-Neuve. Nous sommes quatre à y travailler. Pi a réalisé le lettrage qui indique le nom de la station, comme une signalétique artistique. Le nom de Louvain-la-Neuve nous a fait penser à l'Art nouveau ».
« Pour Lady Alezia, il s'agit des « fly girls » : personnages féminins, arabesques, fleurs qui partent en volutes, avec une prédominance de la couleur bleue ». Elle précise : « C'est un long mur, pas trop haut, qui permet de s'étaler. Nous dévions un peu de notre projet initial, mais la base y est. On sait qui va faire quoi et après, c'est du « freestyle », suivant l'inspiration du moment ».
Et de conclure : les piétons « nous disent que c'est plus beau qu'avant. Nous sommes contents de les voir contents ! » ».

Les fresques de style Art nouveau de Lady Alezia et du Collectif Renart
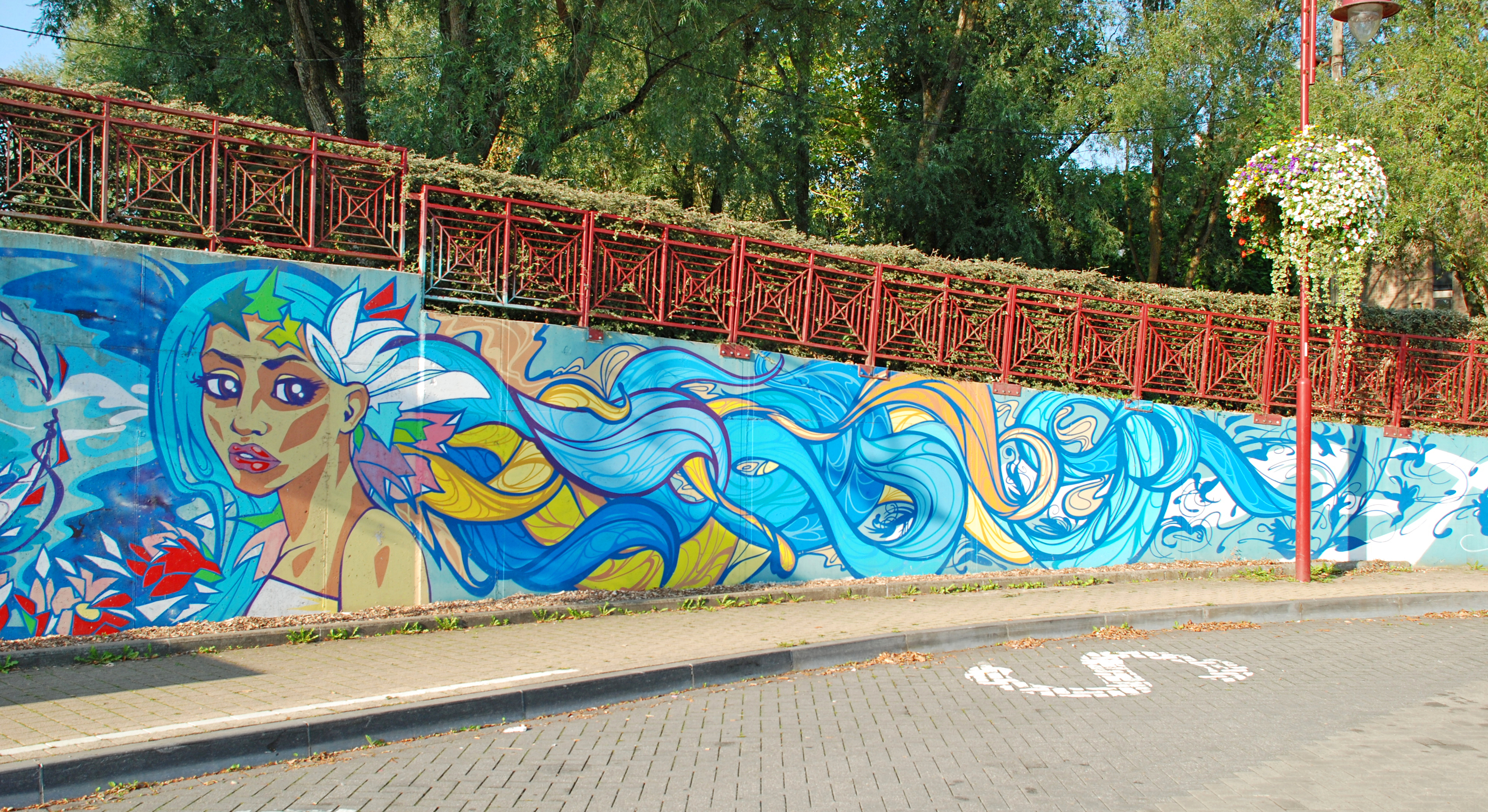
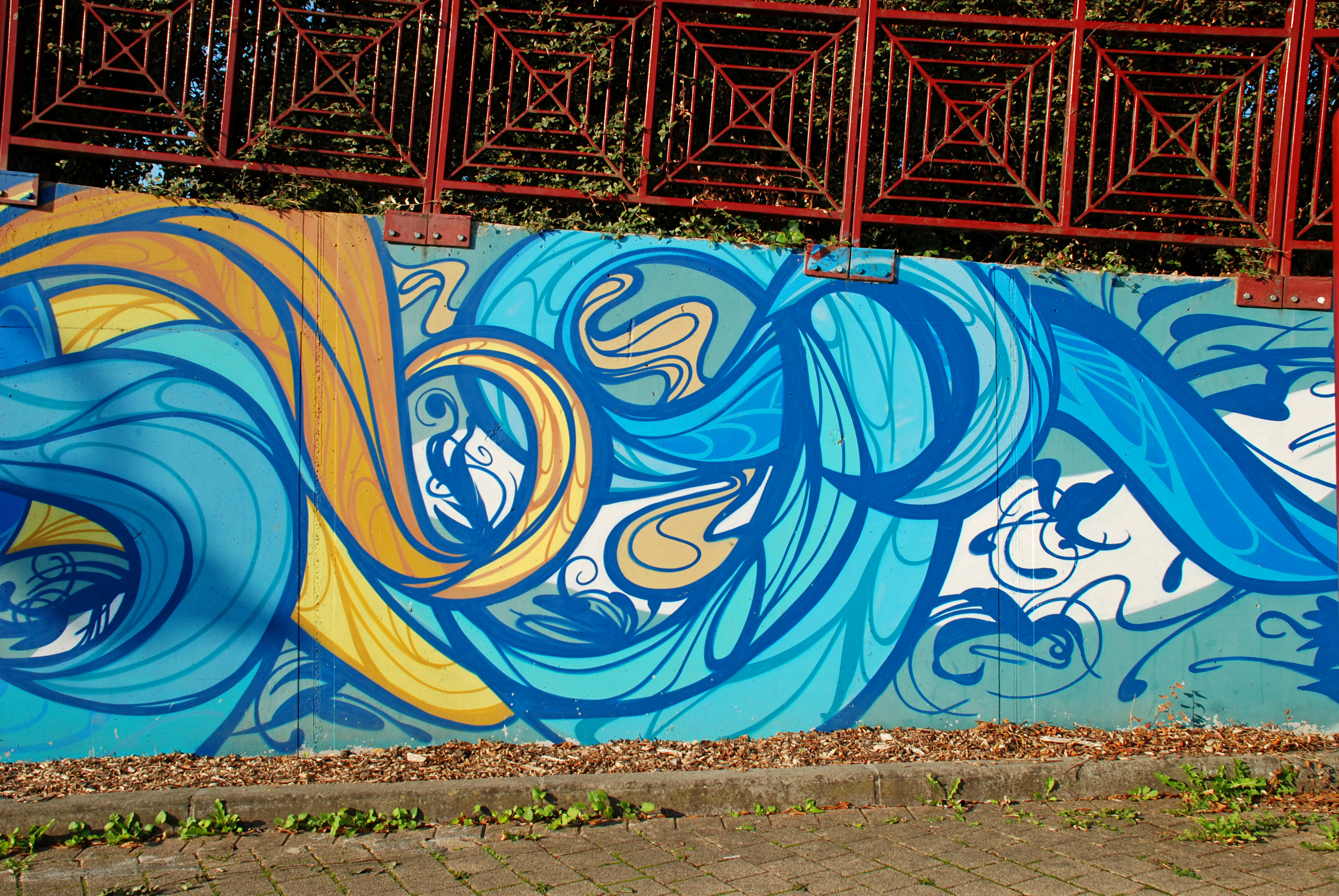
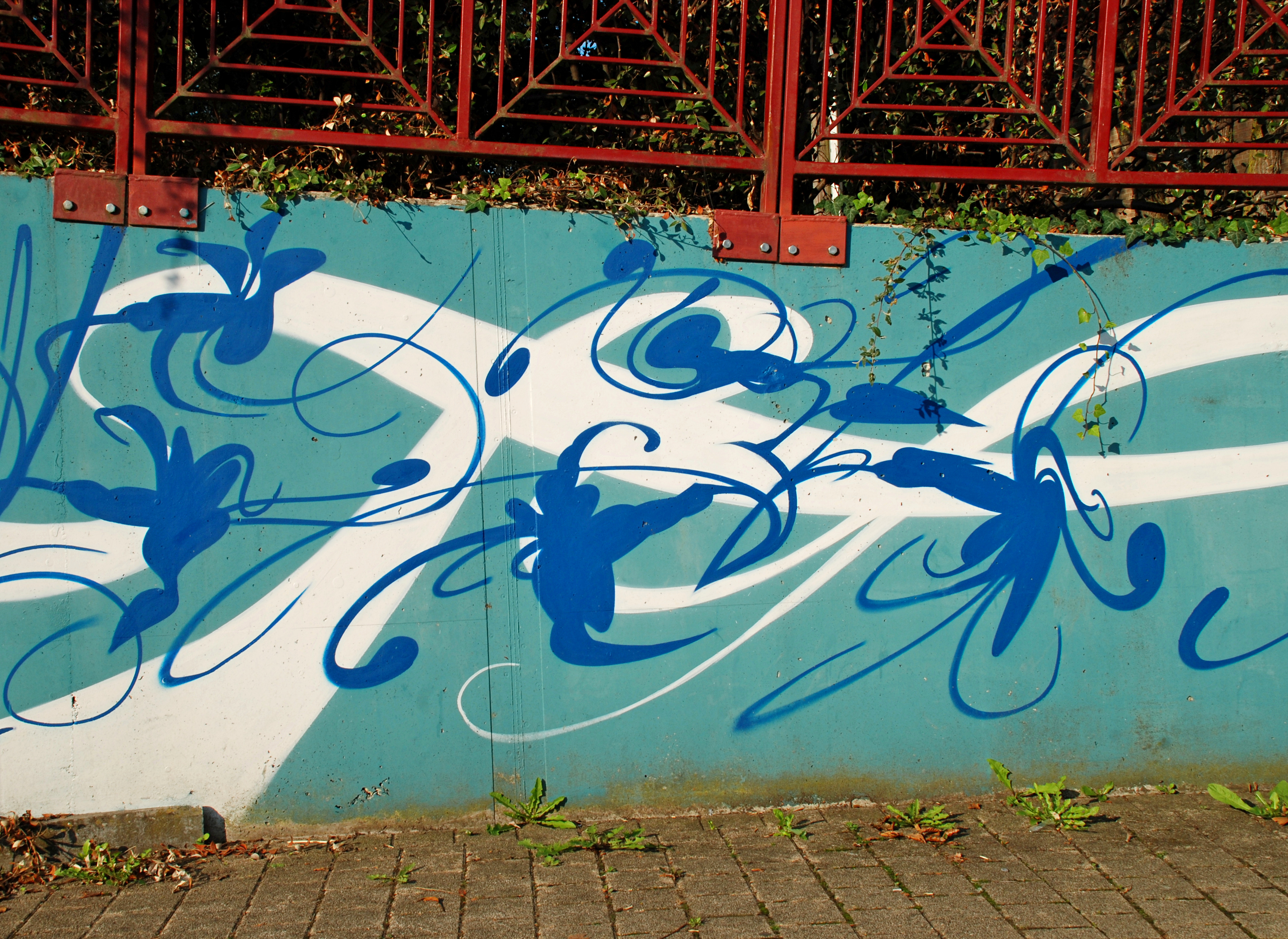

###### Fresques de Mr Cana
À gauche des fresques évoquant l'Art nouveau réalisées par Pi et Lady Alezia se dresse un escalier qui donne accès à la passerelle qui enjambe le chemin de fer.
La base de cet escalier est ornée de peintures murales dans les tons bleus et bruns réalisées par Mr Cana, un membre du collectif de graffeurs lillois Renart, originaire de Denain, actif à Valenciennes à ses débuts (1994/1999) puis à Lille, et qui est allé peindre des fresques jusqu'en Palestine.
Ces fresques bleues et brunes sont rehaussées de fleurs d'un rouge vif. L'artiste signe « Cana » en bas de la partie brune de la composition.
Dans le cadre du Kosmopolite Art Tour 2015, l'artiste a également peint de grands oiseaux bleus ou mauves sur les murs du Théâtre Jean Vilar et de la gare des chemins de fer. 

Les fresques de Mr Cana
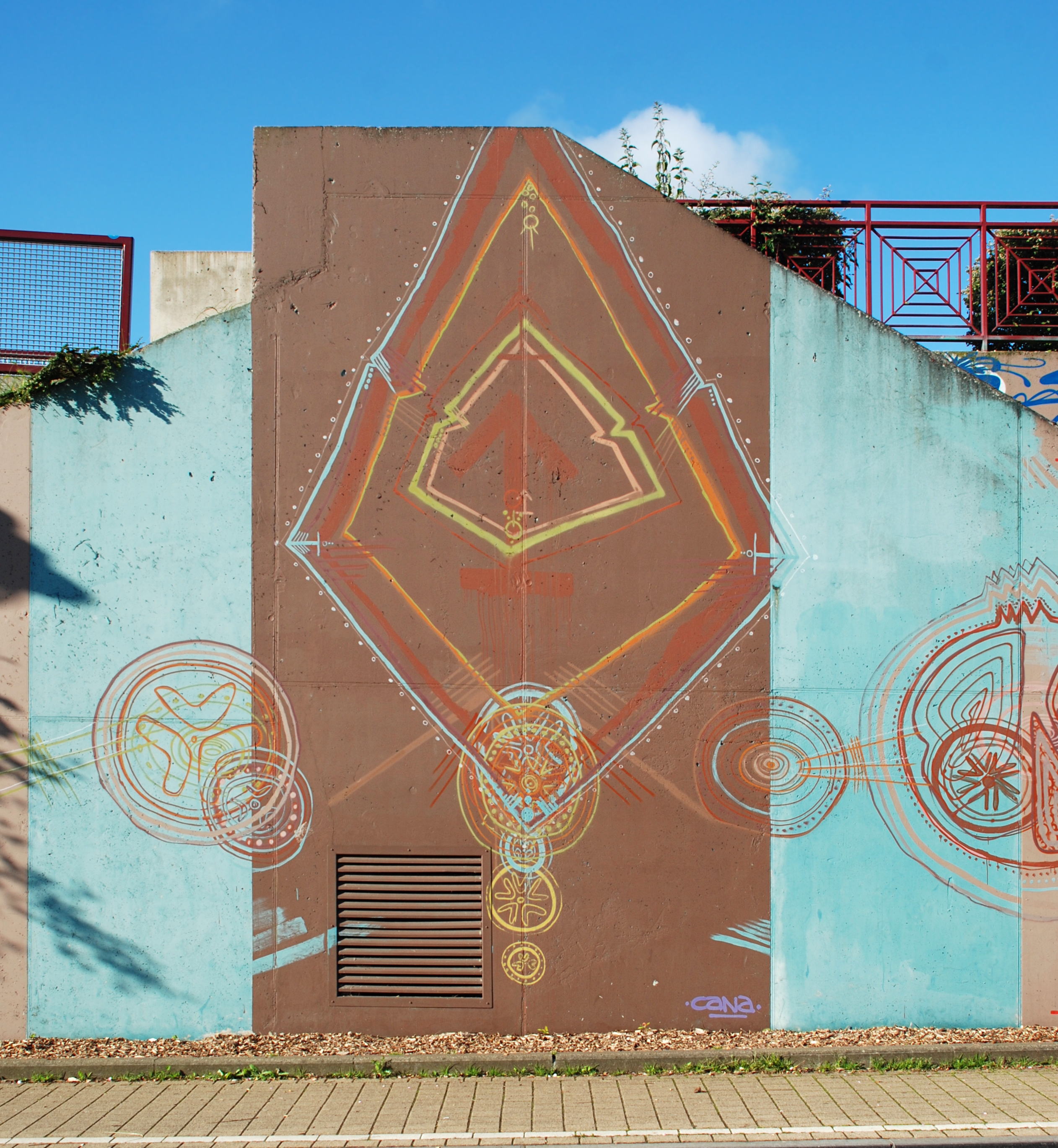
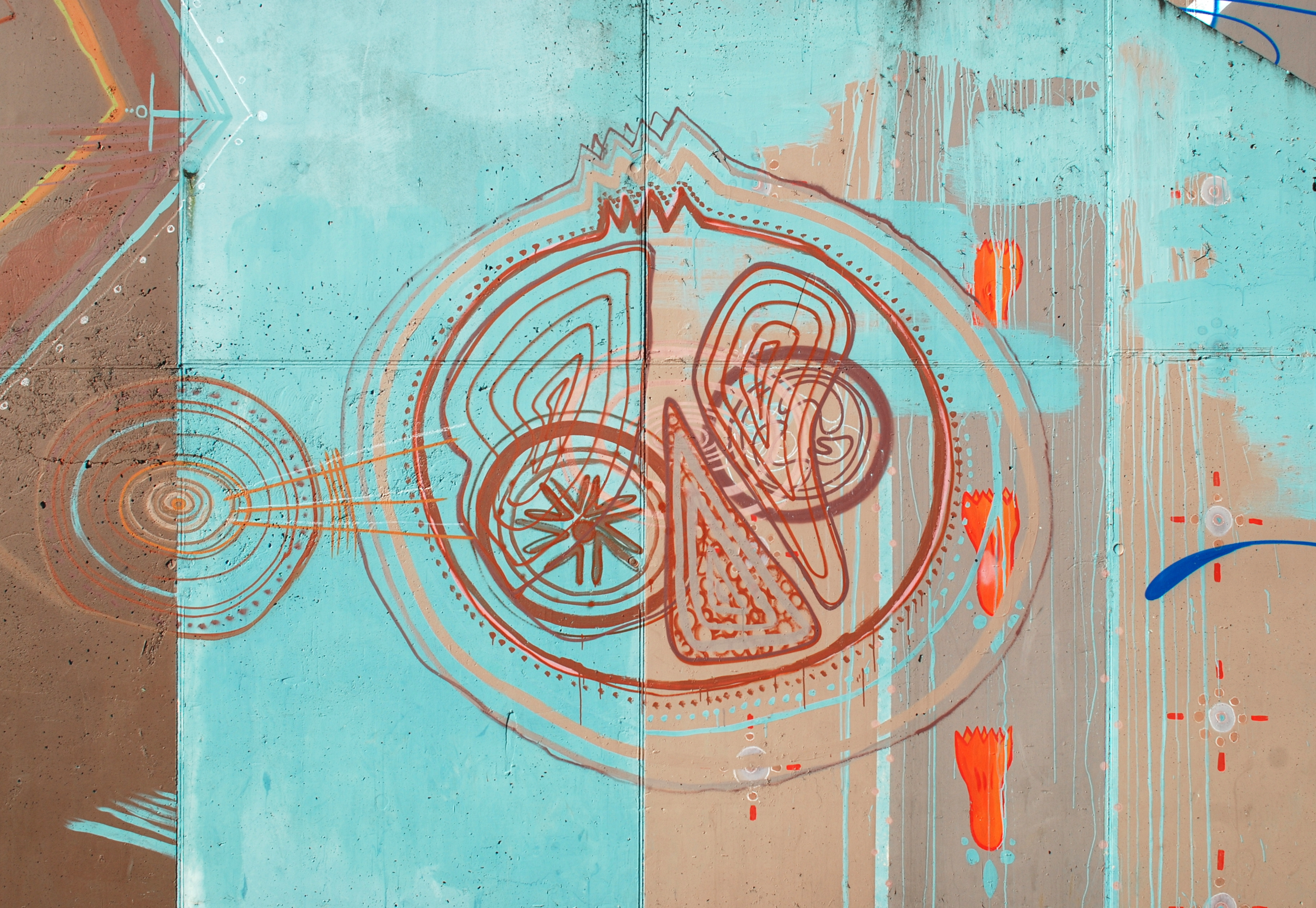
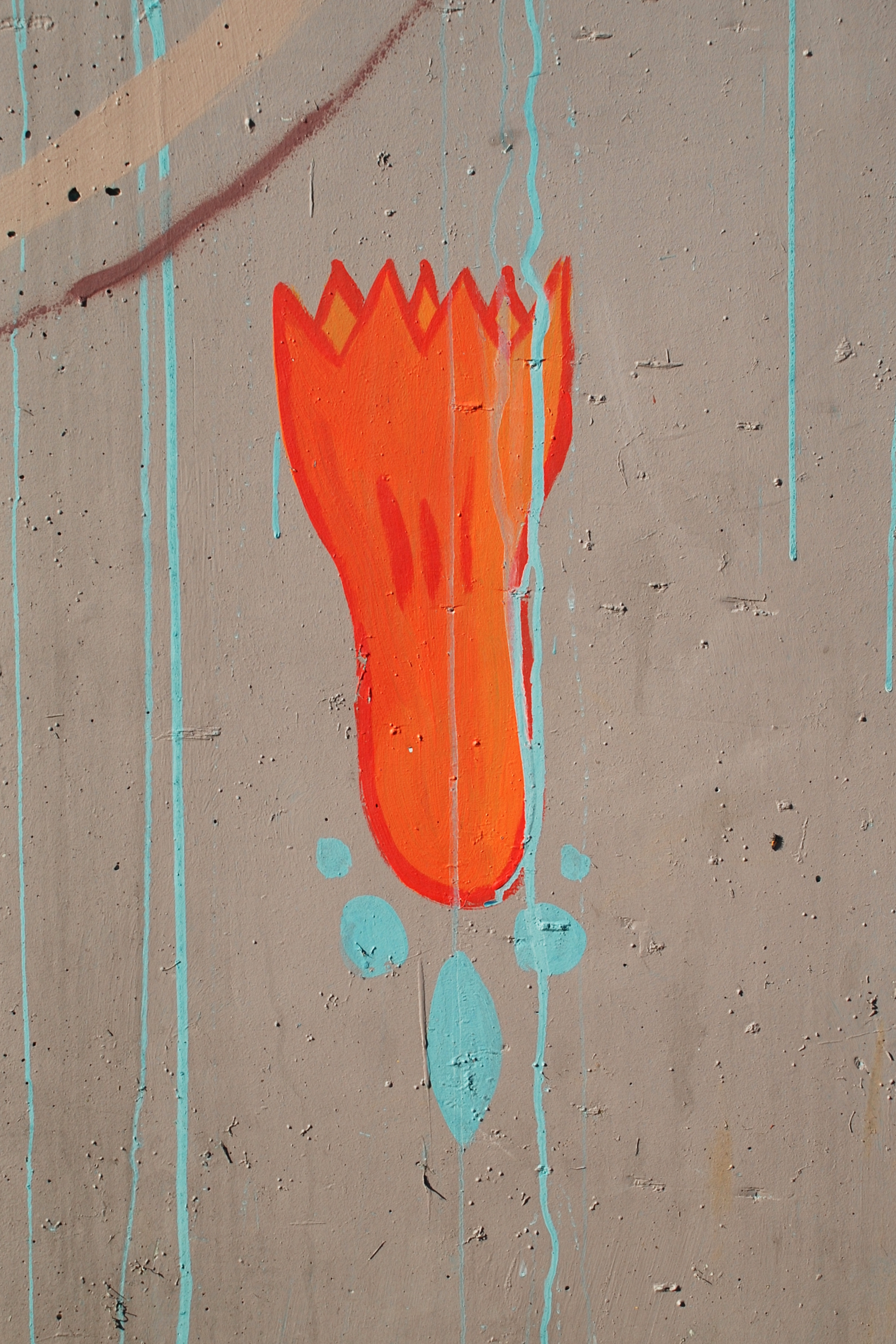

##### Fresques de la passerelle du chemin des Lorrains

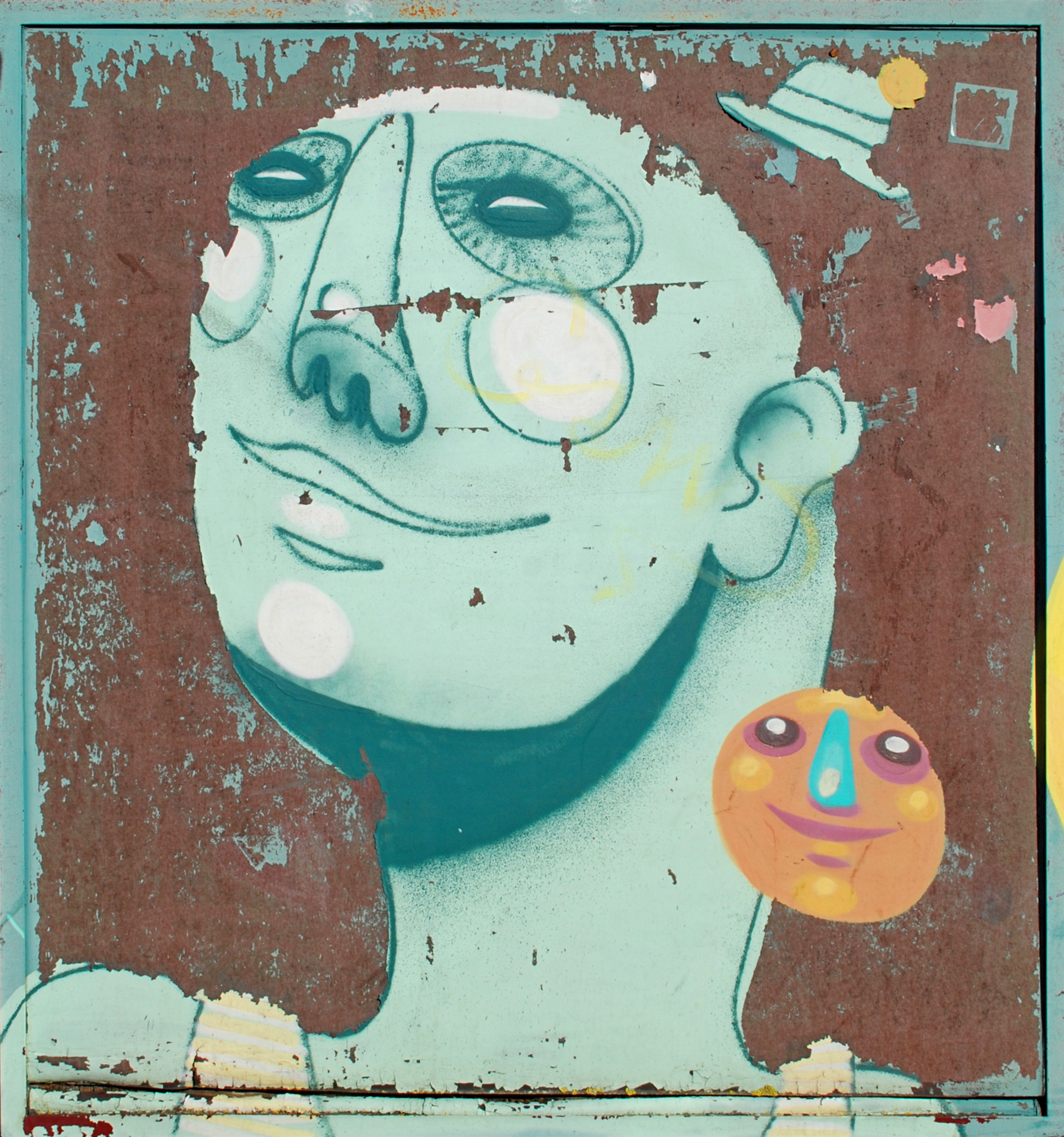
Fresque de Zësar.

Les panneaux métalliques des deux parapets de la passerelle du chemin des Lorrains qui enjambe la ligne de chemin de fer sont ornés de peintures réalisées lors du Kosmopolite Art Tour 2015.

#### Peintures de Zësar
Les panneaux du côté nord (vers la gare) sont ornés de peintures de Zësar. Selon les termes du site Trompe-l'œil « Zësar Bahamonte est un artiste espagnol né à Séville. Après avoir passé quelques années à Barcelone, il déménage en Uruguay, à Montevidéo, et c'est là bas qu'il développe professionnellement sa carrière en tant que muraliste. Ses motifs sont le plus souvent des personnages colorés, aux traits assez simples ». De la bouche du premier personnage à gauche sort une bulle affichant « Kosmopolite 2015 ». L'artiste signe plus à droite.
Les panneaux du côté sud sont décorés par Sami du Collectif Renart, collectif lillois déjà évoqué plus haut à propos des fresques de la gare des bus.

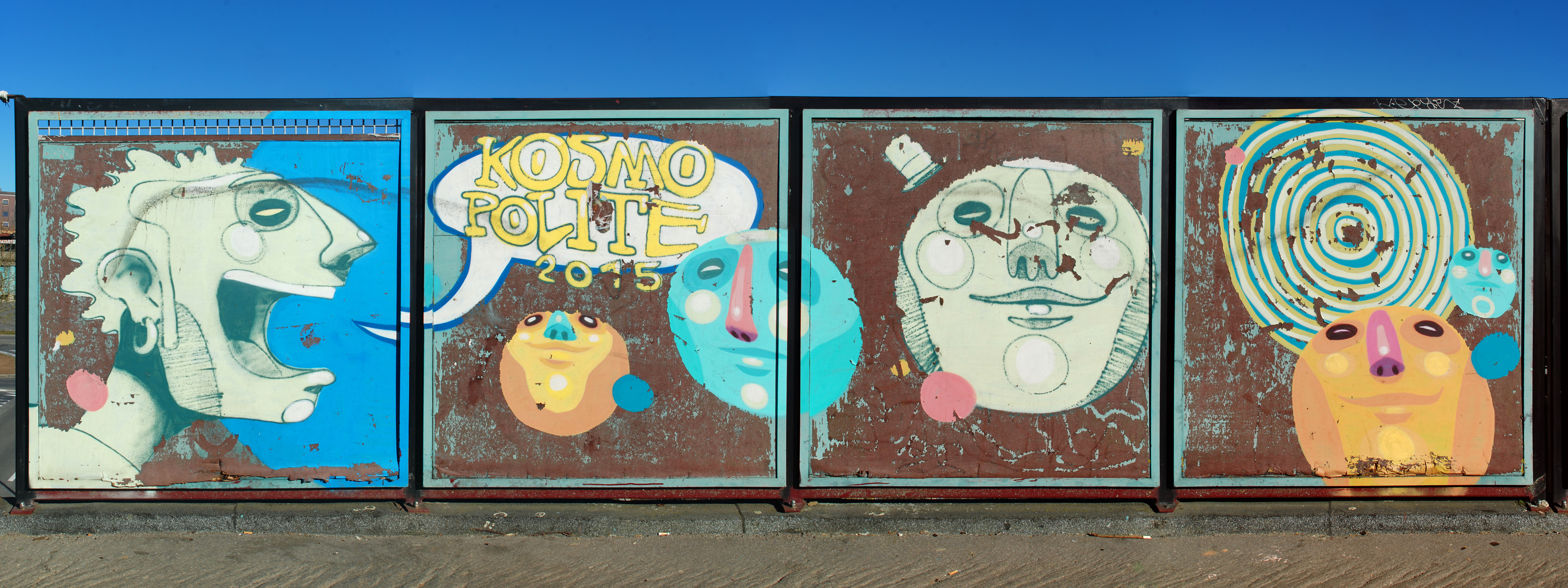
Les quatre premiers panneaux de la fresque de Zësar.

#### Peintures de Sami
Les panneaux du côté sud de la passerelle sont décorés par Sami du « Collectif Renart », collectif de street art lillois déjà évoqué plus haut à propos des fresques de style Art nouveau de la gare des bus.
Les panneaux sont également abîmés, mais un peu moins que ceux du côté nord : ils ont conservé la plus grande partie de leur fond bleu.
L'artiste a signé son œuvre sur un panneau situé à droite, qui porte les mentions « Kosmopolite .15 » et « Utopia », l'utopie étant le thème imposé de l'édition 2015 du Kosmopolite Art Tour,.

Peintures de Sami
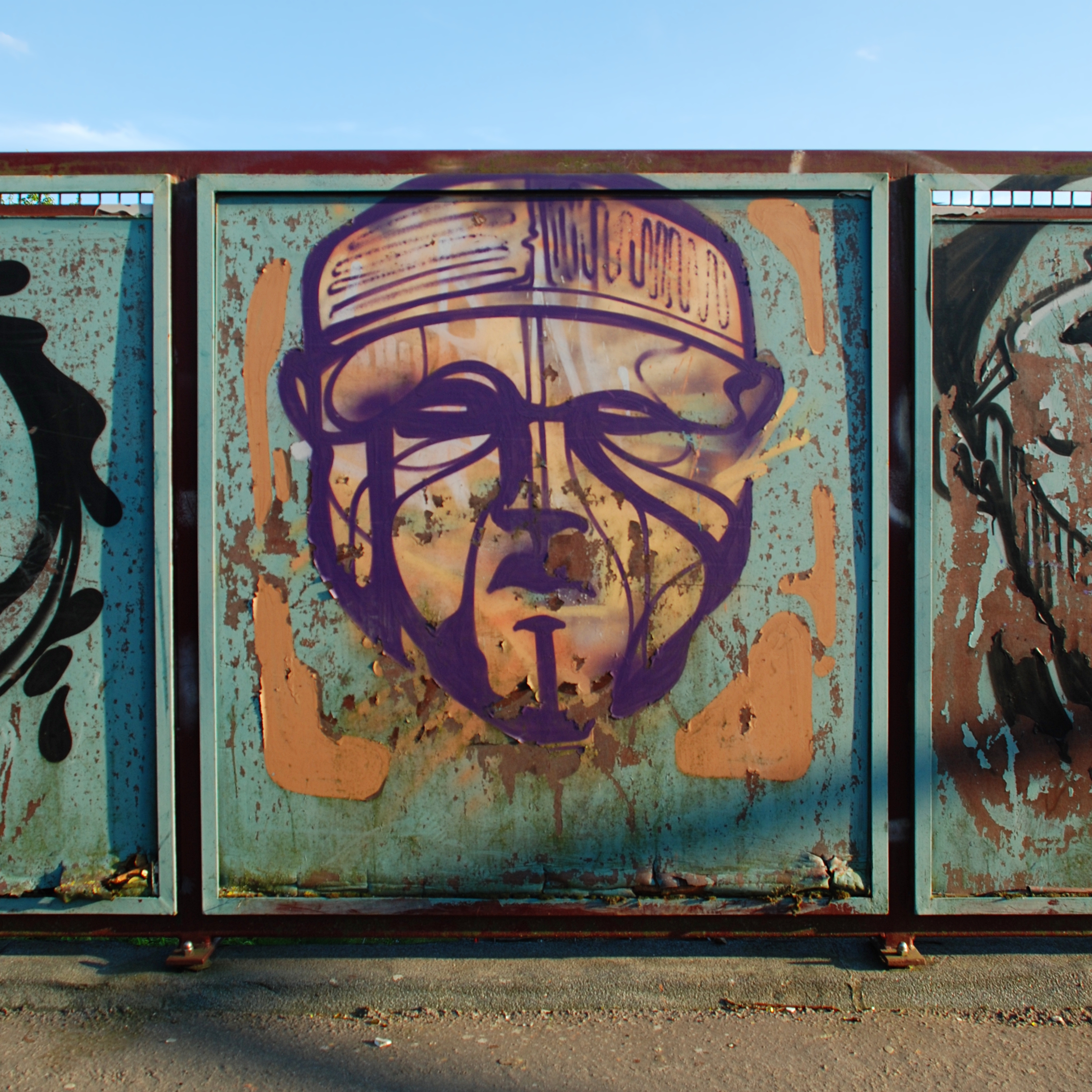
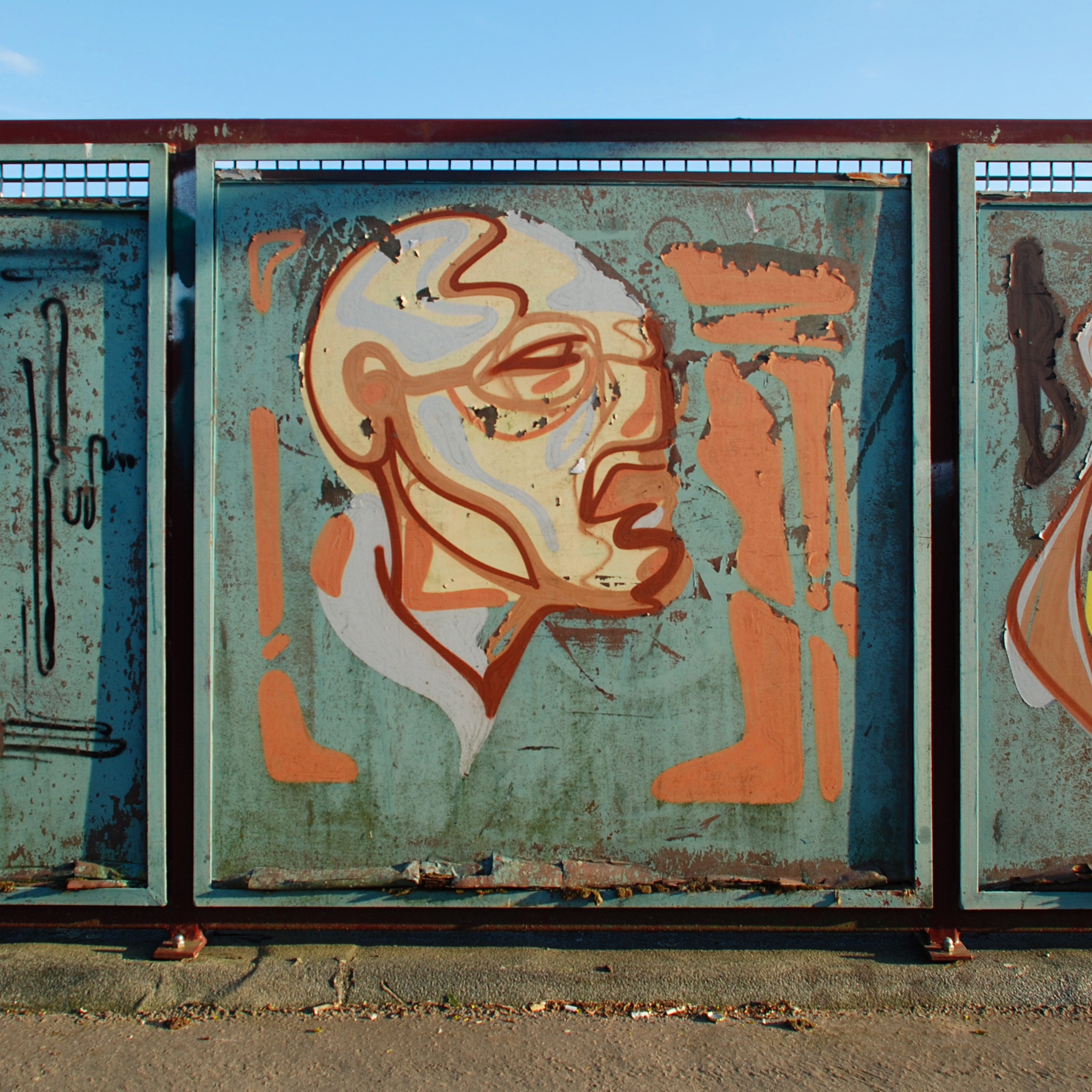
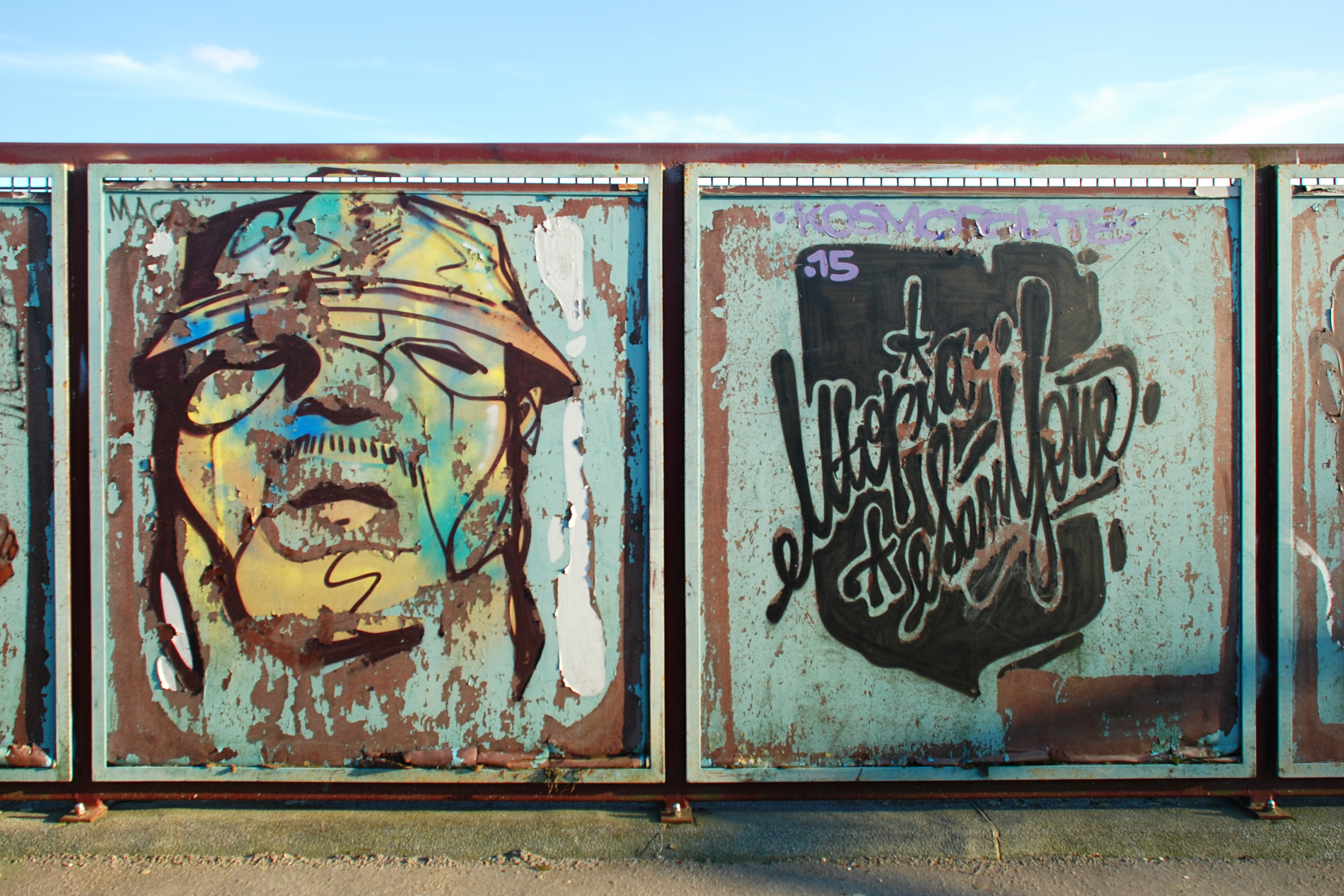